# Etna
L'Etna o Mongibello (in siciliano Muncibbeḍḍu) è uno stratovulcano complesso della Sicilia originatosi nel Quaternario, ed è il più alto vulcano attivo della placca euroasiatica. Le sue frequenti eruzioni nel corso del tempo hanno modificato, a volte anche profondamente, il paesaggio circostante e in tante occasioni hanno costituito una minaccia per gli insediamenti abitativi nati nel tempo alle sue pendici. Il 21 giugno 2013, la XXXVII sessione del Comitato UNESCO ha inserito l'Etna nell'elenco dei beni costituenti il Patrimonio dell'umanità.

## Geografia fisica
L'Etna sorge sulla costa orientale della Sicilia, a sud-ovest dei Monti Peloritani e a sud-est dei Monti Nebrodi (Appennino siculo), entro il territorio della città metropolitana di Catania ed è attraversato dal 15º meridiano est, che da esso prende il nome. Con un diametro di oltre 40 chilometri e un perimetro di base di circa 135 km, occupa una superficie di 1265 km². La regione etnea, delimitata dal corso dell’Alcantara e da quello del Simeto, ha un perimetro di 212 km e una superficie di 1570 km².

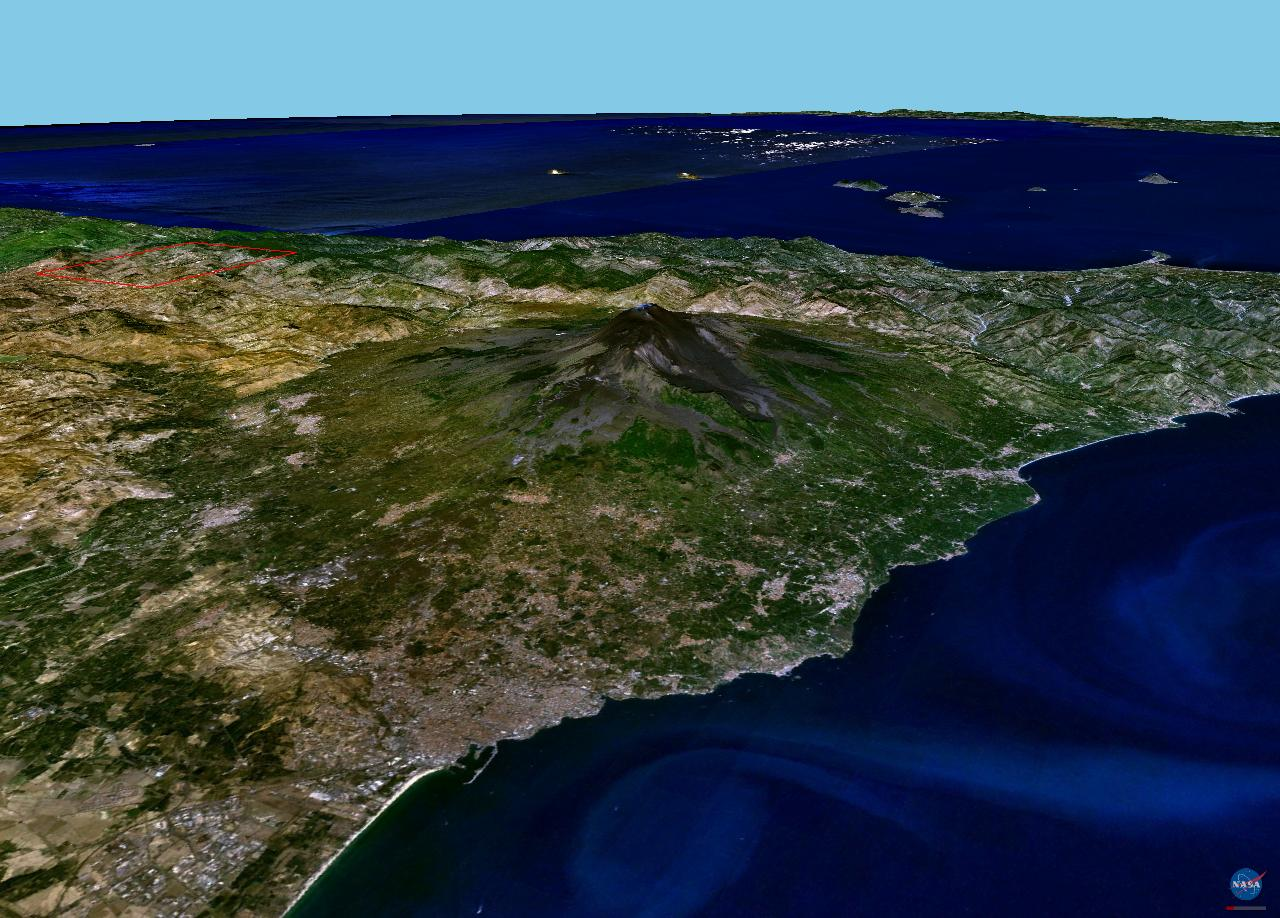
Immagine dell'Etna e del territorio in cui insiste vista dal satellite (fonte NASA 2005)

Il vulcano è classificato tra quelli definiti a scudo a cui è sovrapposto uno stratovulcano, l'edificio attuale (eruzioni degli ultimi 15 000 anni). La sua altezza varia nel tempo a causa delle sue eruzioni che ne determinano l'innalzamento o l'abbassamento. Nel 1900 la sua altezza raggiungeva i 3274 m e nel 1950 i 3326 m; nel 1978 era stata raggiunta la quota di 3345 m e nel 1981 quella di 3350 m al Cratere di Nord-Est. Dalla metà degli anni 1980 l'altezza è progressivamente diminuita: 3340 m nel 1986, 3329 m nel 1999. Nel luglio 2018 due squadre indipendenti con GPS ad altissima risoluzione, rivelarono che l'altezza dell'Etna era di 3326 m. Il 25 luglio 2021 fu misurata l'altezza di 3357 m al Cratere di Sud-Est. Dopo il parossismo del Cratere Centrale (Voragine) del 4 luglio 2024, quest'ultimo diventa la nuova cima del vulcano con quota stimata di 3369 m metri. I successivi parossismi che si sono protratti fino al 15 agosto 2024 hanno fatto innalzare la vetta del vulcano a 3403 m metri sul livello del mare, così come accertato dalle misurazioni dell'INGV (pubblicate nel Bollettino Settimanale Etna del 17 settembre 2024).
L'Etna ha una struttura piuttosto complessa a causa della formazione, nel tempo, di numerosi edifici vulcanici che tuttavia in molti casi sono in seguito collassati e sono stati sostituiti, affiancati o coperti interamente da nuovi centri eruttivi. Sono riconoscibili nella "fase moderna" del vulcano almeno 300 tra coni e fratture eruttive. L'area è soggetta a moderato rischio sismico oltreché a possibile tremore vulcanico.
I crateri sommitali sono: la Voragine e la Bocca Nuova, che si sono formate all'interno del Cratere Centrale rispettivamente nel 1945 e 1968, il Cratere di Nord-Est, che esiste dal 1911 e il Cratere di Sud-Est nato nel 1971. Dal 2011 vi è anche il Nuovo Cratere di Sud-Est.

### Ambiente
La superficie del vulcano è caratterizzata da una ricca varietà di ambienti che alterna paesaggi urbani, folti boschi che conservano diverse specie botaniche endemiche, aree desolate ricoperte da roccia magmatica e prive di vegetazione e, oltre a una certa quota, soggette a innevamento invernale e ghiacciai perenni alle più elevate (ad es. Grotta del Gelo).

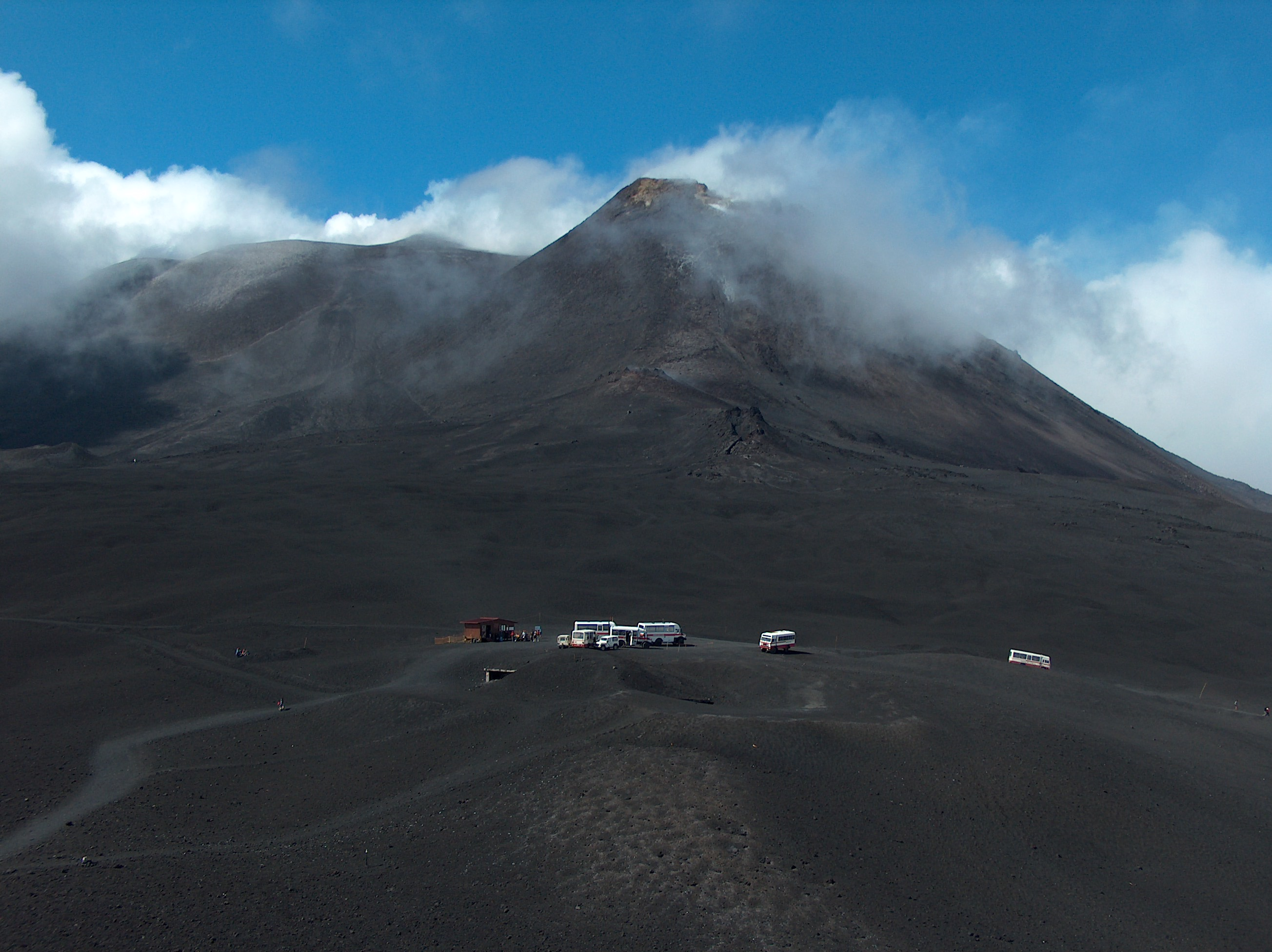
La cima dell'Etna nel 2005, in basso i resti del rifugio Torre del Filosofo ricoperto dalla colata del 2002

Il territorio presenta aspetti molto differenti per morfologia e tipologia in funzione dell'altitudine. Fortemente urbanizzato sui versanti est e sud si presenta selvaggio e brullo sul lato occidentale dove predominano le "sciare" (termine siciliano locale che indica terreno di scorie vulcaniche incoerenti), specie nel versante nord. Poco urbanizzato, ma di aspetto più dolce, il versante nord con il predominio dei boschi al di sopra di Linguaglossa. Il versante est è dominato dalla Valle del Bove sui margini della quale si inerpicano fitti boschi.
Il circondario ha caratteristiche che ne rendono le terre ottime per produzioni agricole, grazie alla particolare fertilità dei detriti vulcanici. La zona abitata e coltivata giunge quasi ai 1000 m s.l.m. mentre le zone boschive arrivano fino ai 1 500 metri Ampie parti delle sue pendici sono comprese nell'omonimo parco naturale. Il versante sud del vulcano è percorso dalla strada provinciale SP92 che si arrampica sulla montagna fino a quasi 2000 m di quota, generando circa 20 km di tornanti. L'infrastruttura non permette di raggiungere la cima in auto ma, raggiunta la stazione turistica attorno alla Funivia dell'Etna, continua poi il suo percorso per altri 20 km circa in direzione di Zafferana Etnea..
In inverno è presente la neve che, alle quote più elevate, resiste fin quasi all'estate. Le aree turistiche da dove si può partire per le escursioni in cima al vulcano sono raggiungibili agevolmente dai versanti sud e nord-est in cui si trovano anche le due stazioni sciistiche del vulcano (Etna sud ed Etna nord). Da quella sud, dallo storico Rifugio Sapienza nel territorio di Nicolosi è possibile ammirare il golfo di Catania e la valle del Simeto. Dalle piste di Piano Provenzana a nord, in territorio di Linguaglossa, sono visibili Taormina e le coste della Calabria.

### Clima
Nelle parti più alte del vulcano il clima è di tipo alpino. Le temperature medie annue variano dai 13-14 °C della base ai 2-3 °C della vetta.

## Storia
(Pindaro, Pitica I 470 a.C.)

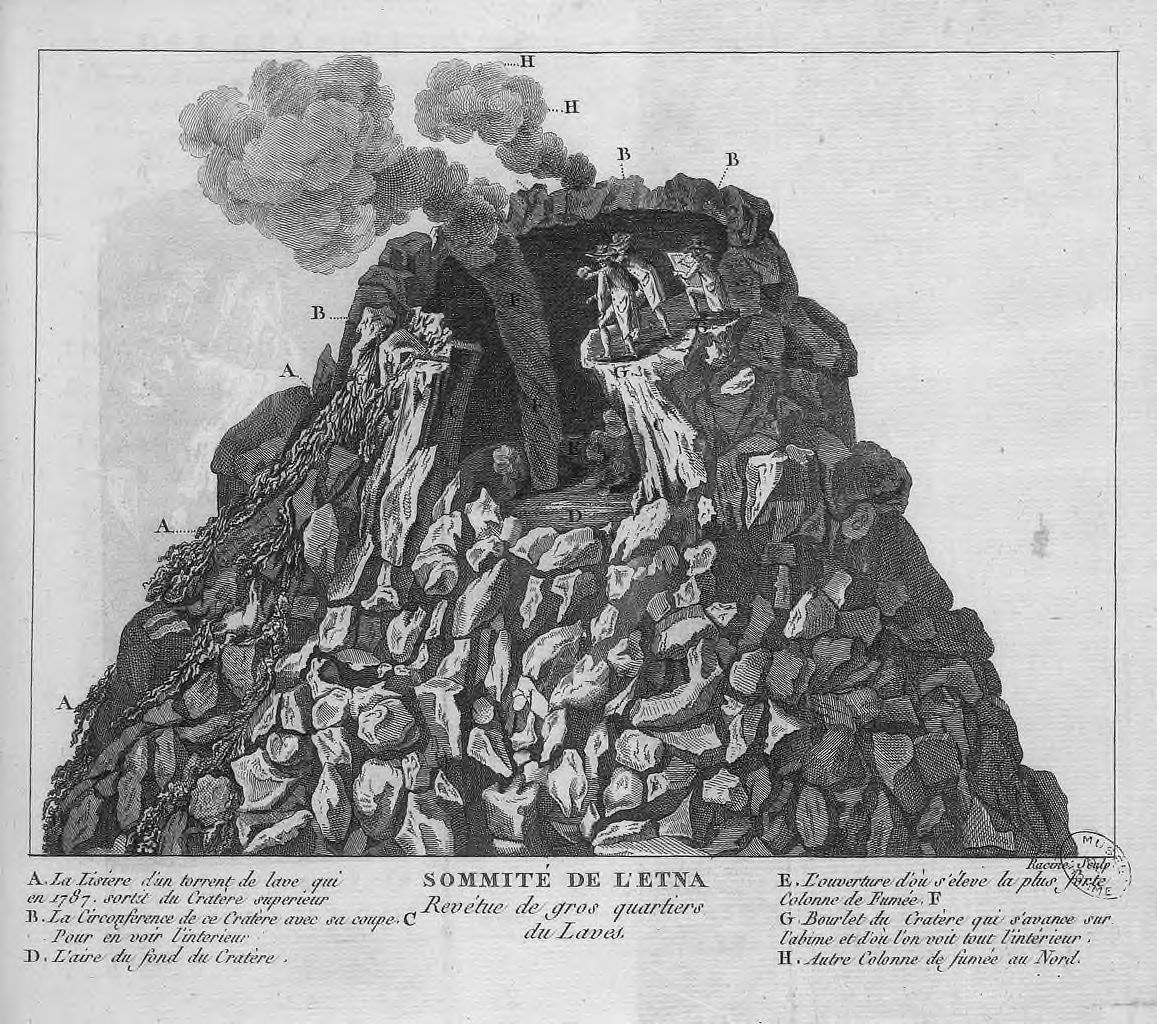
La sommità dell'Etna illustrata nell'opera di Lazzaro Spallanzani "Viaggi alle due Sicilie e in alcune parti dell'Appennino" (1799)

Voyage critique à l'Etna en 1819. Da BEIC, biblioteca digitale

I primi riferimenti storici all'attività eruttiva dell'Etna si trovano negli scritti di Tucidide e Diodoro Siculo e del poeta Pindaro; altri riferimenti sono per lo più mitologici. Secondo Diodoro Siculo, circa 3 000 anni fa, in seguito a una fase di attività violentemente esplosive (probabilmente sub-pliniane) dell'Etna, gli abitanti del tempo, i Sicani, si spostarono verso le parti occidentali dell'isola.

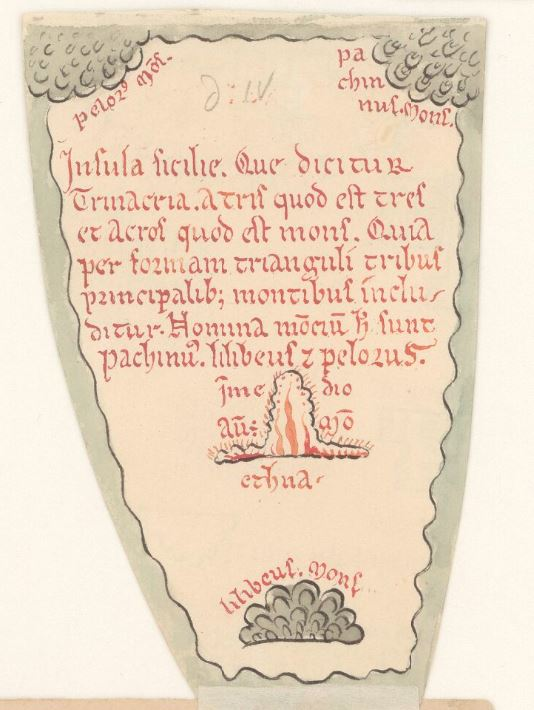
La Sicilia e l'Etna nel 1250

I primi studiosi a intuire che il vulcano fosse in realtà costituito da un grande numero di strutture più piccole e variamente sovrapposte o affiancate furono il Lyell, Sartorius von Waltershausen e il Gemmellaro; questi riconobbero nell'Etna almeno due principali coni eruttivi, il più recente Mongibello e il più antico Trifoglietto (nell'area della Valle del Bove).. Tale impostazione non venne rivista fino agli anni sessanta quando il belga J. Klerkx (sotto la guida di Alfred Rittmann) individuò nella predetta valle una successione di altri prodotti eruttivi precedenti al Mongibello. Studi successivi hanno rivelato una maggiore complessità della struttura che risulta costituita da numerosissimi centri eruttivi con caratteristiche tipologiche del tutto differenti.
L'attività maggioritaria in tempi storici è stata connessa a quella del sistema centrale, che in tempi più recenti ha interessato altre nuove bocche sommitali: il Cratere di Nord-Est, formatosi nel 1911, la Voragine nata all'interno del Cratere centrale nel 1945 e la Bocca Nuova originatasi sempre al suo interno, nel 1968.
Nel 1971 si è formato il nuovo Cratere di Sud-Est. Infine, nel 2007, è nato il Nuovo Cratere di Sud-Est che in seguito all'intensa e frequente attività stromboliana e alle fontane di lava, tra il 2011 e il 2013 ha assunto dimensioni imponenti raggiungendo l'altezza dei crateri precedenti.

### Etimologia e mitologia

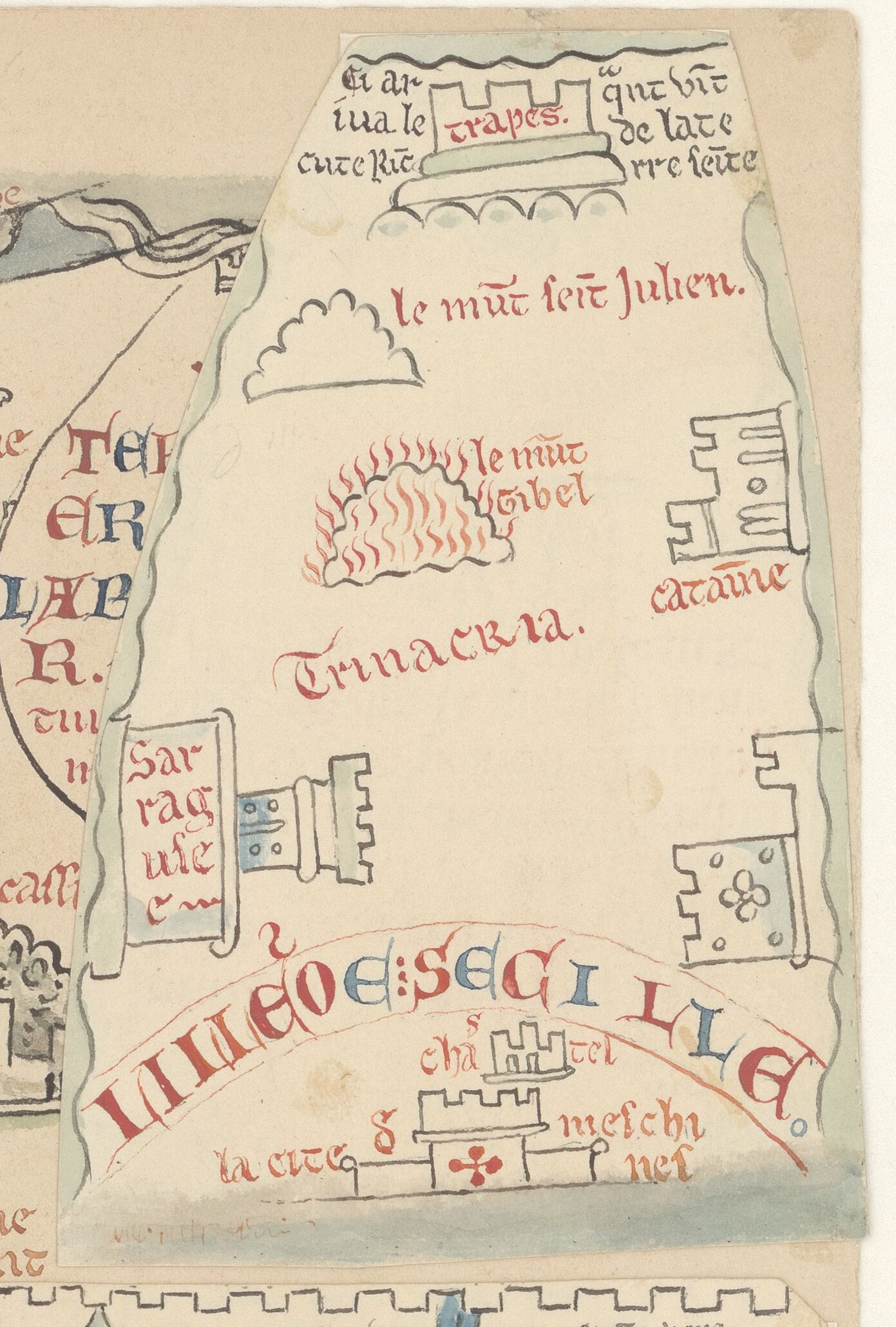
La Sicilia con il Monte Gibel (Etna) nel 1250

L'etimologia del nome Etna è da sempre dibattuta. Sembrerebbe derivare dal toponimo Aἴτνα (Àitna), nome del greco antico che fu attribuito alle città di Katane (Kατάvη), indicante l'antica Catania, o similmente l'antica Inessa. Alla fondazione di Aἴτνα (città) il poeta Eschilo dedicò la sua tragedia "Le Etnee".
Il nome Aἴτνα deriverebbe dal verbo greco αἴθω (àithō), cioè "bruciare". In effetti, l'Etna era conosciuto dai Greci come Αἴτνη (Àitnē), quasi intercambiabile con Aἴτνα (variante dorica), e corrispondentemente dai Romani come Aetna, sia per il vulcano che per la città. Non è comunque esclusa la possibile origine indigena del termine, come derivante dal sicano *aith-na ("ardente"), derivante in ogni caso dalla radice protoindoeuropea ai-dh ("bruciare; fuoco").
Nella mitologia greca e in seguito anche romana, Etna è anche il nome di una ninfa siciliana, figlia di Urano e Gea (Gaia) e madre dei Palici, che tradizionalmente si crede abbia dato il nome al vulcano stesso. Inoltre, secondo Euripide, l'interno del vulcano (antro di Efesto) era il luogo dove il dio Efesto e i suoi assistenti, i Ciclopi, forgiavano i terribili «fulmini» di Zeus, re degli dei.
Gli scritti in lingua araba si riferivano a esso come Jabal al-burkān (montagna del vulcano) o Jabal Aṭma Ṣiqilliya ("montagna somma della Sicilia") o Jabal an-Nār ("montagna di fuoco"). Questo nome fu più tardi mutato in Mons Gibel, letteralmente "monte Gibel" (dal latino mons "monte" e dall'arabo jabal (جبل) "monte"), da cui il siciliano Muncibbeḍḍu, reso poi in italiano come Mongibello (o a volte anche come Montebello).
Il nome Muncibbeḍḍu, di uso comune tra le persone di età più avanzata, è in progressiva scomparsa; le popolazioni locali spesso si riferiscono all'Etna anche semplicemente e più colloquialmente attraverso il siciliano "A Muntagna".

## Storia geologica

### Genesi del vulcano

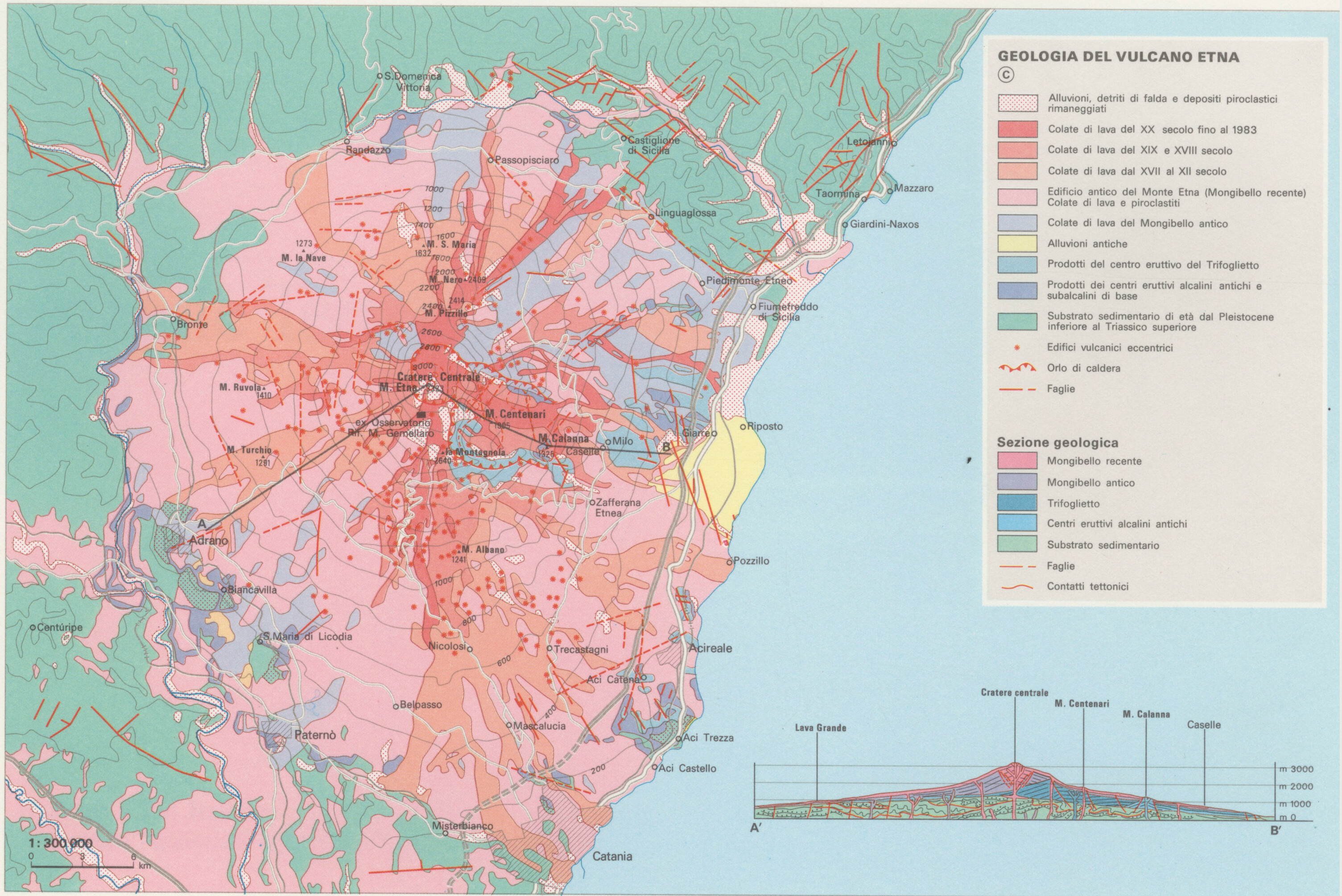
Geologia e planimetria dettagliata dell'Etna

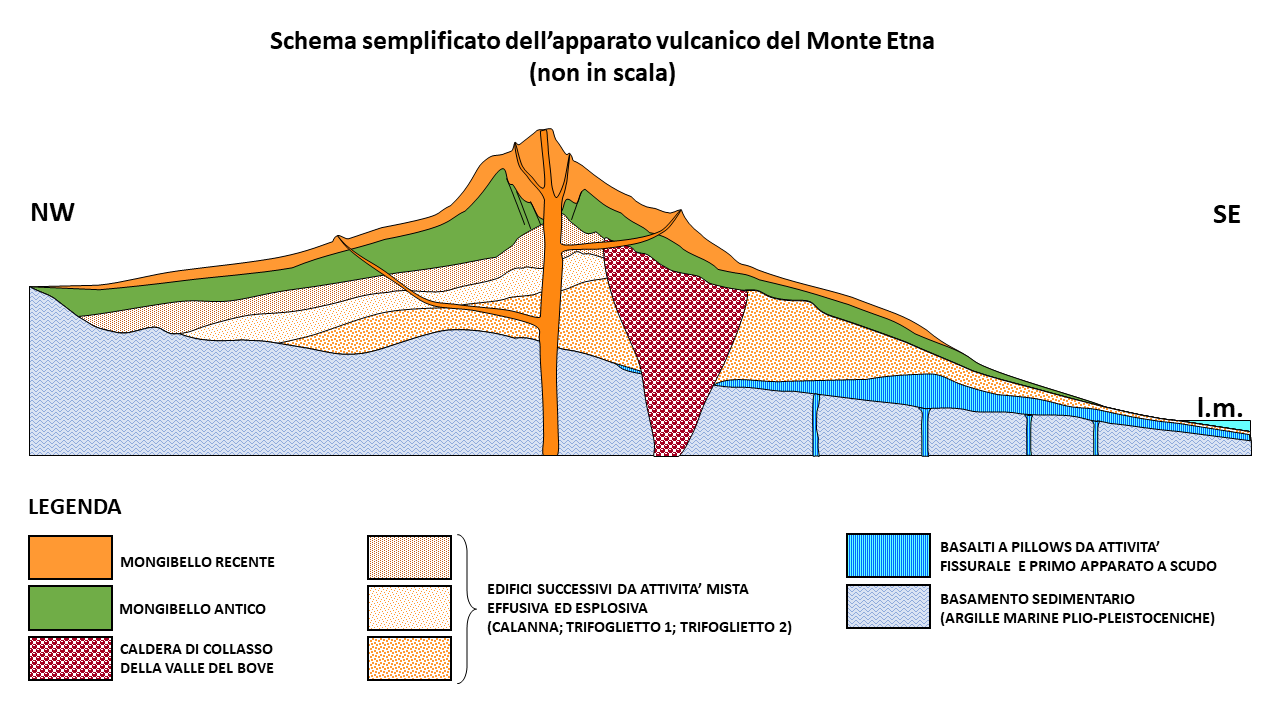
Schema geologico semplificato del complesso vulcanico dell'Etna

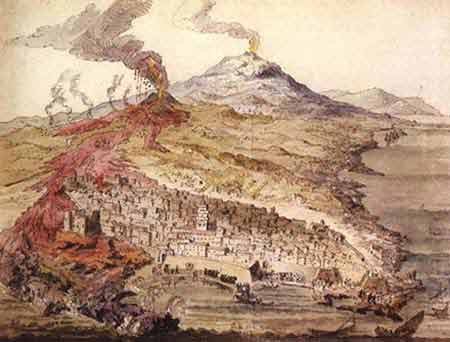
Antica incisione che mostra il percorso fino al mare delle colate laviche del 1669

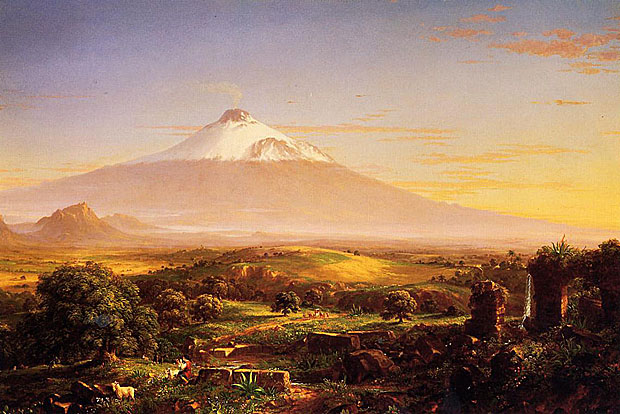
Dipinto di Thomas Cole del 1842; evidente l'aspetto differente del vulcano rispetto a quello recente. Fino al 1911, l'Etna aveva un solo cratere centrale.

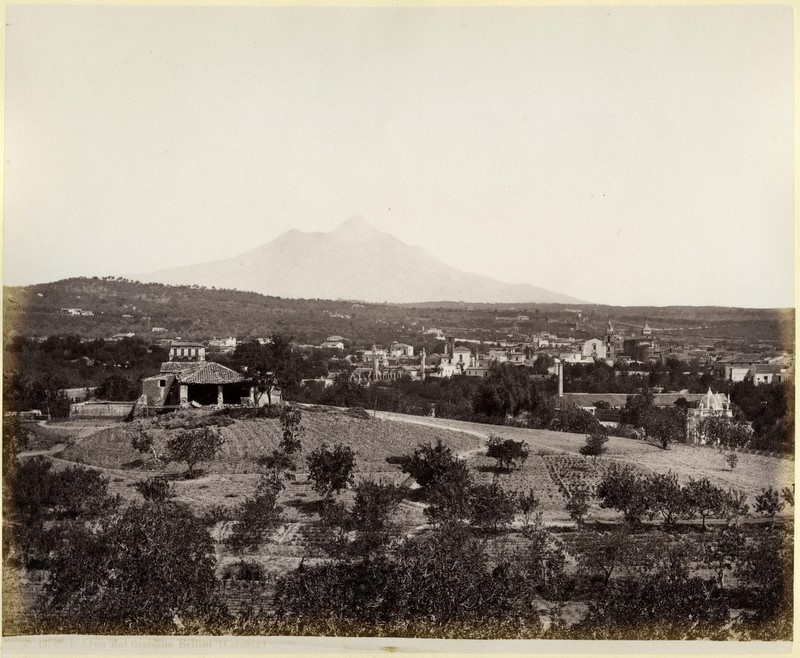
L'Etna vista da Catania negli anni dieci del XX secolo; si nota l'aspetto del tutto diverso del vulcano modificato ampiamente dalla successiva nascita dei nuovi crateri

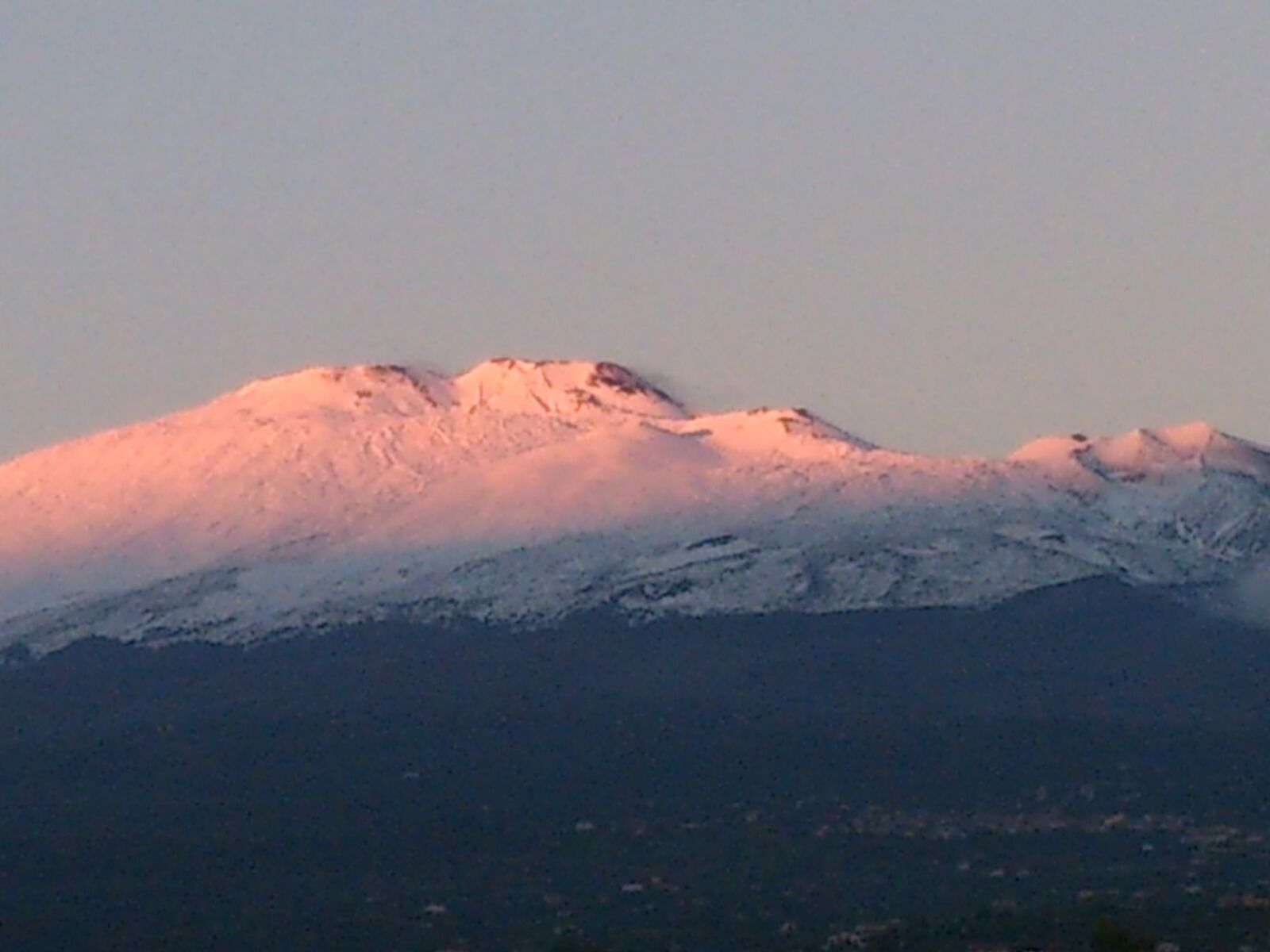
Complesso craterico sommitale dell'Etna il 28 novembre 2015; la vista da sud-ovest evidenzia lo spostamento dei centri effusivi verso ESE. L'altezza raggiunta è pari a quella del complesso più antico

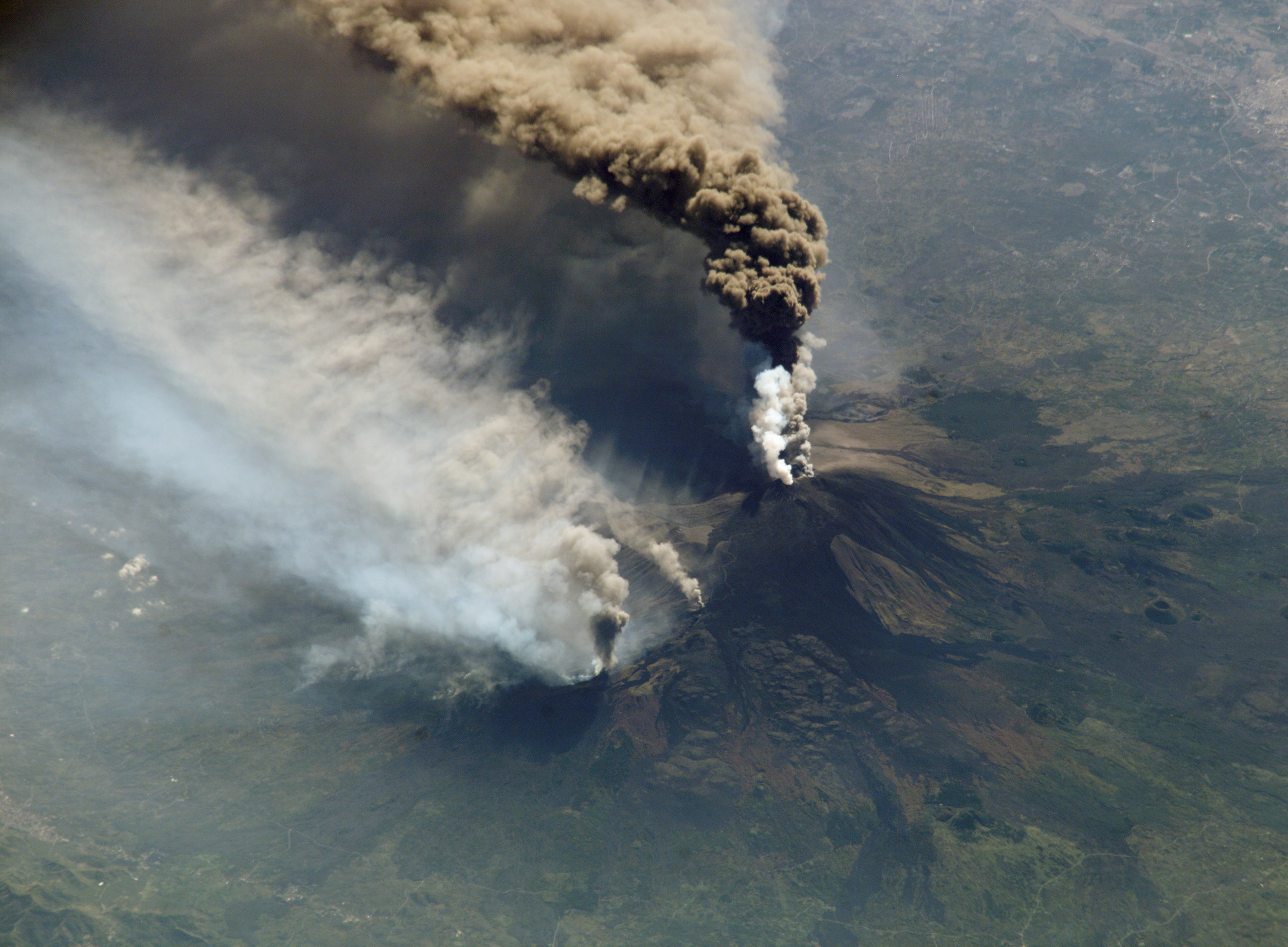
L'Etna in eruzione il 30 ottobre 2002, vista dalla Stazione spaziale internazionale

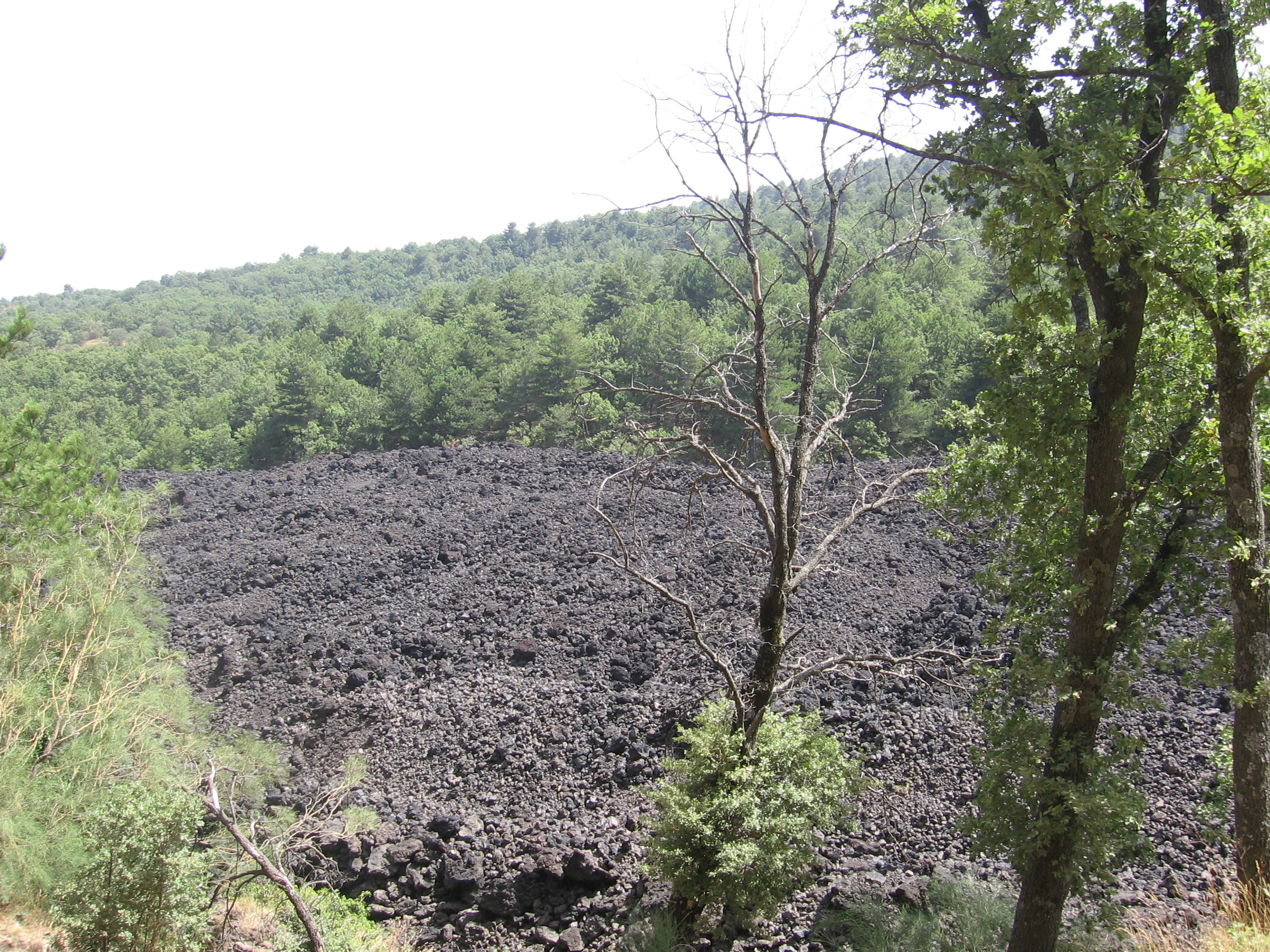
Colata lavica del 2002 a Linguaglossa

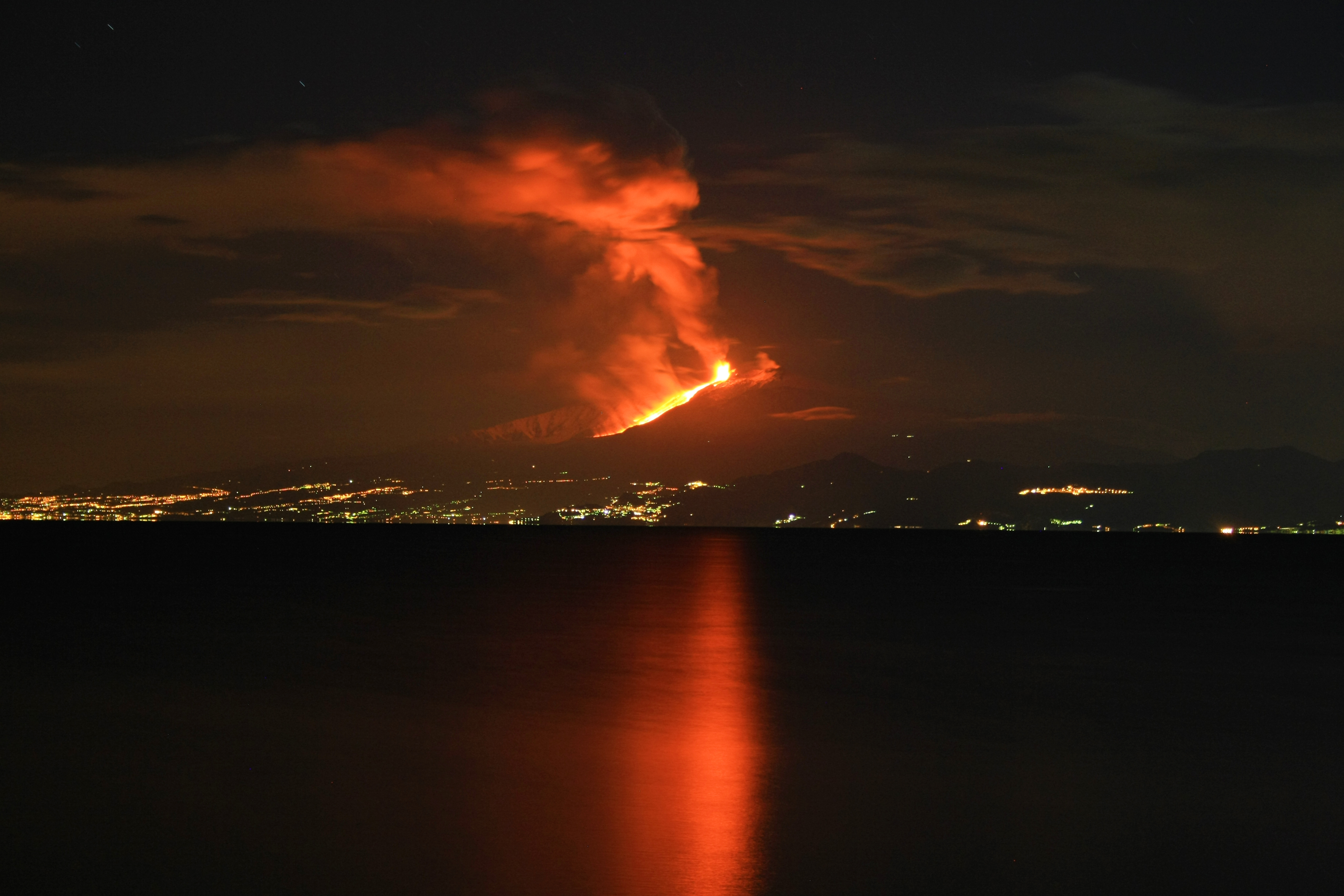
L'Etna in eruzione il 13 gennaio 2011, vista da Reggio Calabria

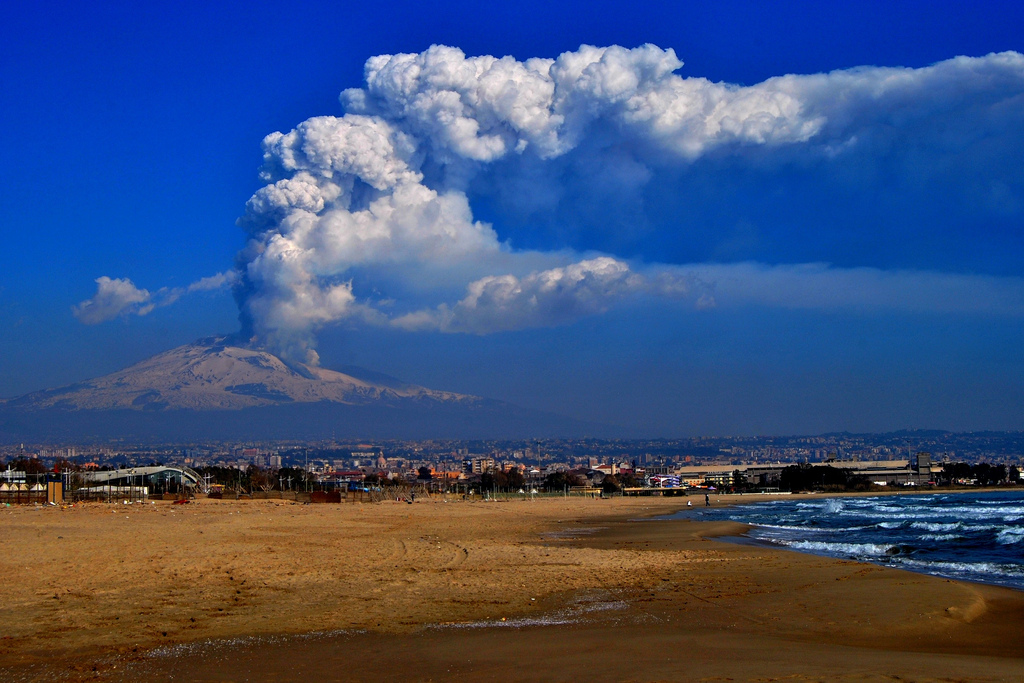
Evento eruttivo del 4 marzo 2012, visto dalla Plaia di Catania

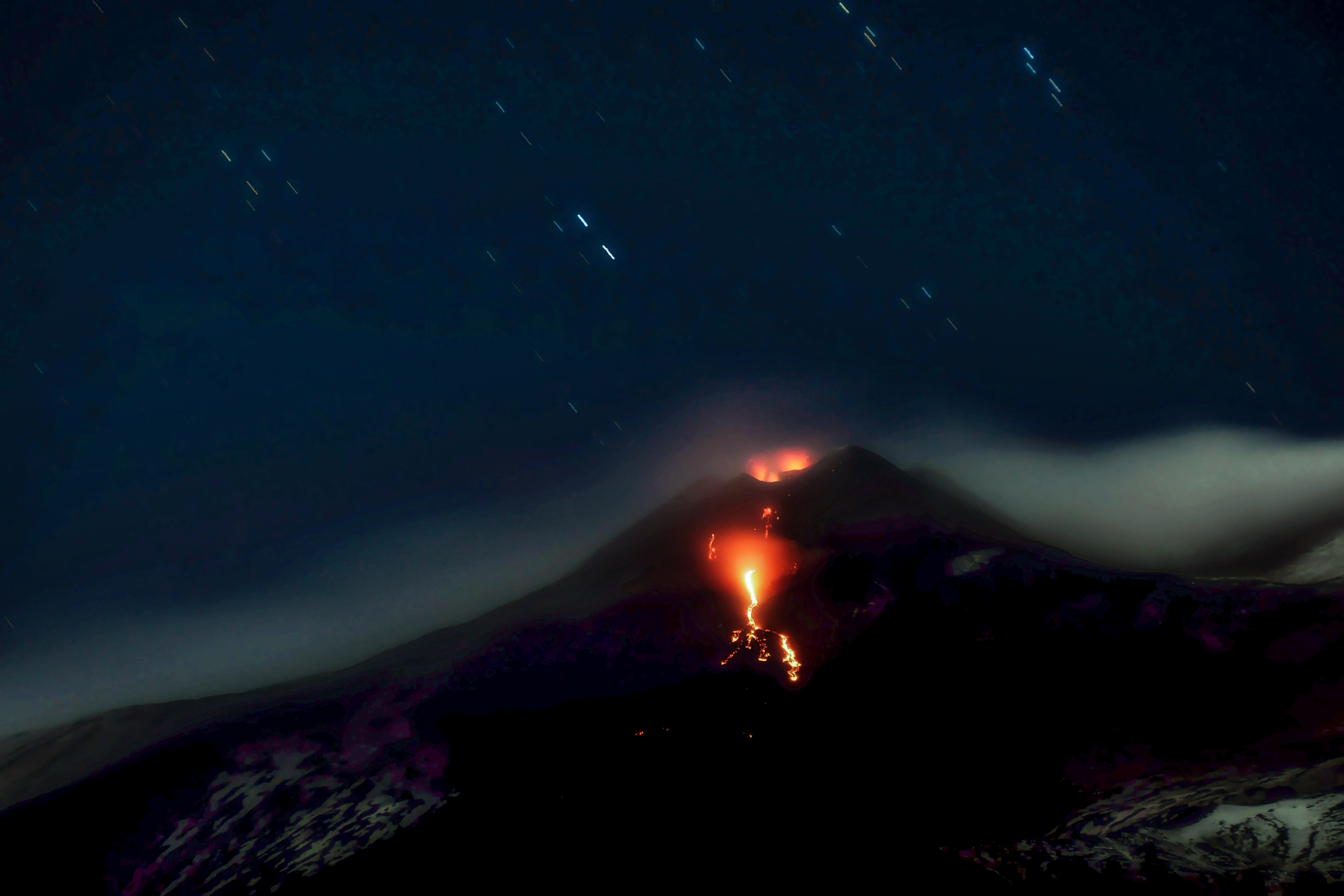
Foto a lunga esposizione dell'eruzione dal NSEC (New South East Crater) con due camini del febbraio 2014

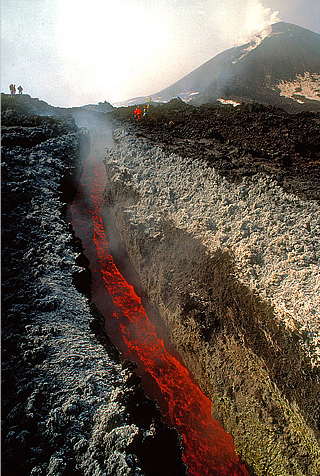
Canale lavico sull'Etna

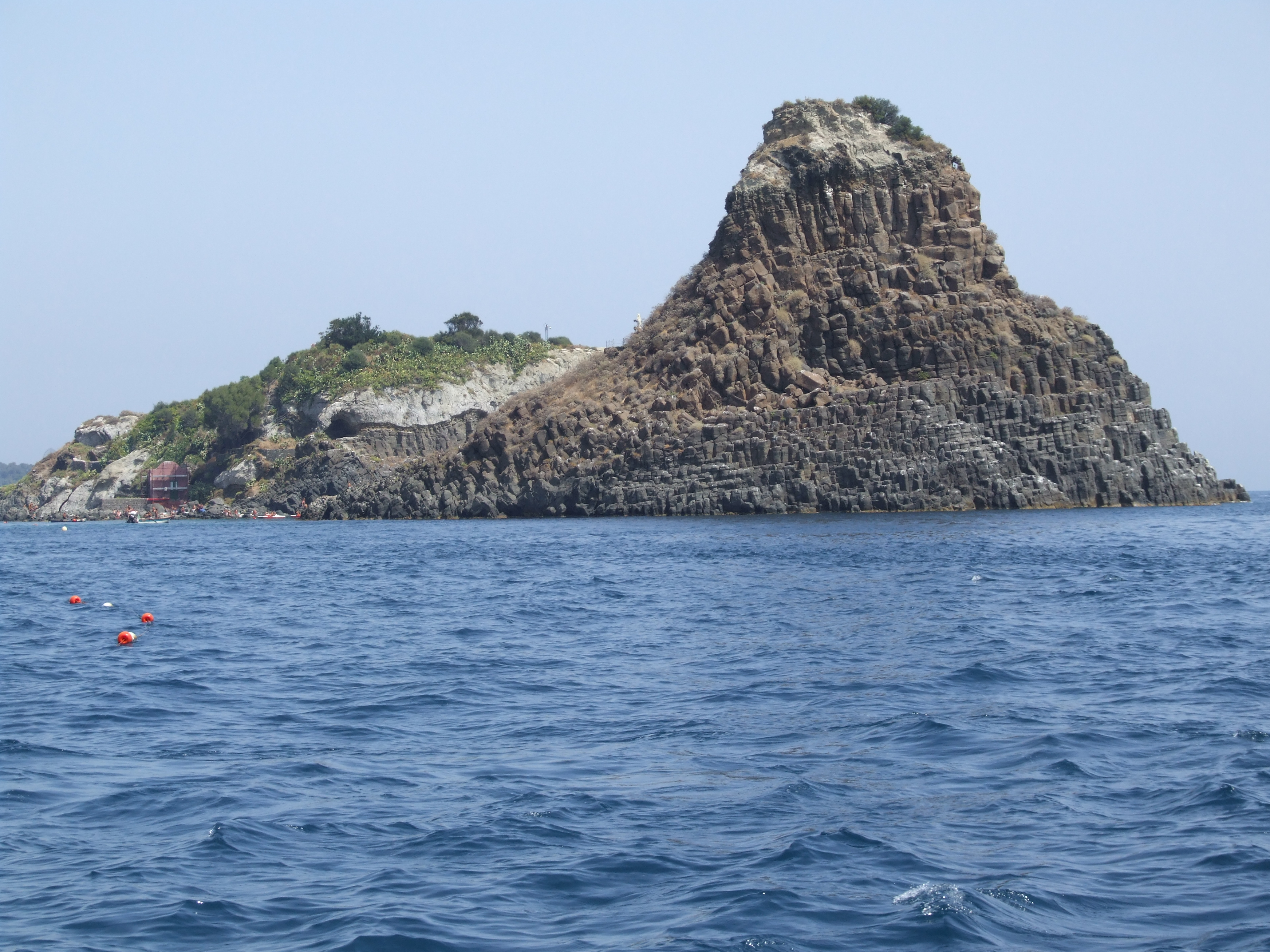
I Faraglioni dei Ciclopi - Aci Trezza (Catania)

L'Etna si è formato nel corso delle ere con un processo di costruzione e distruzione incominciato intorno a 570 000 anni fa, nel periodo Quaternario, durante il Pleistocene medio. Al suo posto si ritiene vi fosse un ampio golfo nel punto di contatto tra la zolla euro-asiatica a nord e la zolla africana a sud, corrispondente alla catena dei monti Peloritani a settentrione e all'altopiano Ibleo a meridione. Fu proprio il colossale attrito tra le due zolle a dare origine alle prime eruzioni sottomarine di lava basaltica fluidissima con la nascita dei primi coni vulcanici, al centro del golfo primordiale detto pre-etneo, nel periodo del Pleistocene medio-superiore 700 000 anni fa.
Di tali attività restano gli splendidi affioramenti della Riviera dei Ciclopi con i loro prismi basaltici (l'isola Lachea e i faraglioni di Aci Trezza), le brecce vulcaniche vetrose (ialoclastiti) e le lave a pillow della rupe di Aci Castello, ma anche i basalti colonnari affioranti nel terrazzo fluviale del Simeto, esteso nei versanti sud occidentale e sud orientale da Adrano e Paternò fino alla costa Ionica. Il sollevamento tettonico dell'area, unitamente all'accumulo dei prodotti eruttivi, determinò l'emersione della regione e la formazione di un edificio vulcanico a scudo che è quello che costituisce il basamento dell'attuale.
Tra i 350 000 e i 200 000 anni fa, da un'attività di tipo fessurale, spesso anche subacquea, scaturirono lave estremamente fluide che diedero luogo alla formazione di bancate laviche tabulari di elevato spessore (fino a 50 m), i cui resti sono gli imponenti terrazzamenti visibili nell'area sud occidentale dell'edificio vulcanico a quote comprese fra i 300 e i 600 m s.l.m. Gli studi sulla composizione di queste lave hanno messo in evidenza che questi prodotti vulcanici (sia subacquei sia subaerei) rappresentano le cosiddette vulcaniti tholeiitiche basali, cioè magmi simili, anche se con delle differenze, a quelli che vengono prodotti in aree del mantello terrestre caratterizzate da alti gradi di fusione parziale di grande attività distensive, tipiche delle dorsali e delle isole oceaniche. Le tholeiiti costituiscono una percentuale assai limitata dei prodotti dell'area etnea e sono state eruttate in più riprese a partire da circa 500 000 anni fa, questa è infatti l'età dei più antichi prodotti etnei. Allo stesso periodo geologico si attribuisce anche la formazione del notevole Neck di Motta Sant'Anastasia, una rupe isolata di lave colonnari su cui è edificato il centro storico della cittadina etnea.

### Fase delle Timpe (200 ka - 110 ka)
Si ritiene che tra 200 000 e 110 000 anni fa ci fu uno spostamento degli assi eruttivi verso nord e verso ovest con un contemporaneo mutamento nell'attività di risalita e nei meccanismi di effusione, accompagnati da una variazione nella composizione chimica dei magmi e nel tipo di attività. La nuova fase eruttiva vide come protagonisti coni subaerei che emettevano lave di tipo "alcalino". L'attività si concentrò lungo la costa ionica in corrispondenza del sistema di faglie dirette denominato delle Timpe. I prodotti alcalini costituiscono la gran mole del vulcano etneo e vengono eruttati ancora oggi. La distinzione tra i termini viene effettuata mediante i rapporti tra le percentuali di alcuni ossidi e in particolare SiO2 e K2O+Na2O ritenuti indicativi delle condizioni di genesi dei magmi stessi.

### Fase dei Centri eruttivi della Valle del Bove (110/100 ka - 65 ka)
Durante il Tarantiano, 110 000/100 000-60 000 anni fa, l'attività eruttiva si sposta dalla zona Val Calanna-Moscarello verso l'area adesso occupata dalla depressione della Valle del Bove. Da un'attività di tipo fissurale, come quella che ha caratterizzato le prime due fasi, si passerà gradualmente a un'attività di tipo centrale caratterizzata da eruzioni sia effusive sia esplosive. Questo tipo di attività porterà alla formazione di diversi centri eruttivi. Il principale dei coni, che viene denominato dagli studiosi Monte Calanna, è inglobato al di sotto del vulcano. Cessata l'attività di questo, circa ottantamila anni fa entrò in eruzione un nuovo complesso di coni vulcanici, i cui centri eruttivi sono denominati Tarderia, Rocche e Trifoglietto. Quest'ultimo, a dispetto del grazioso nome, fu il principale centro eruttivo di questa fase, con un'altezza stimata tra 2 400-2 600 metri, ed eruzioni di tipo esplosivo di natura pliniana polifasica, come ad esempio il Vesuvio e Vulcano delle isole Eolie, che emetteva lave di tipo molto viscoso.  L'attività vulcanica si spostò poi ancor più a ovest con la nascita di un'ulteriore bocca vulcanica a cui vien dato il nome di Trifoglietto II (dai 70 000 ai 55 000 anni fa).  L'esplosività è probabilmente collegata alle grandi quantità di acqua nell'edificio che vaporizzandosi frammentava il magma. Il collasso di questo edificio avrebbe contribuito alla formazione della già citata Valle del Bove, profonda fino 1 000 metri e ampia 7 x 4,5 km, lasciando esposti sulle pareti di questa gli affioramenti di rocce piroclastiche che evidenziano lo stile particolarmente esplosivo della sua attività. Studi più recenti hanno evidenziato la formazione multifasica dell'anfiteatro naturale, con un ultimo significativo episodio di collasso nell'VIII secolo a.C.
Successivamente, si formeranno quattro centri eruttivi minori che si sovrapporranno completamente sui fianchi dei vulcani Rocche e Trifoglietto. Questi vulcani sono conosciuti come Monte Cerasa, Giannicola, Salifizio e Cuvigghiuni, la cui attività proseguirà fino a circa 65.000 anni fa.

### La fase dello stratovulcano: l'Ellittico (65/55 ka - 15 ka)
Intorno a 65-55 000 anni fa circa si verifica un ulteriore spostamento dell'attività eruttiva verso nord-ovest dopo la fine dell'attività dei centri della Valle del Bove. È la fase detta dello stratovulcano. Tale spostamento porterà alla formazione del vulcano Ellittico, il più grosso centro eruttivo che costituisce la struttura principale del monte Etna. Il nome Ellittico deriva dalla forma, appunto di ellisse (2 km asse maggiore e 1 km asse minore), della caldera che ha segnato la fine della sua attività. I suoi prodotti, sia colate laviche sia piroclastiti, costruirono un edificio di dimensioni notevoli la cui altezza, prima del collasso calderico avvenuto 15 000 anni fa, è stimata tra i 3 600 e i 4 000 metri di altezza. Le eruzioni laterali dell'Ellittico hanno prodotto la graduale espansione laterale dell'edificio vulcanico attraverso la messa in posto di colate laviche che hanno causato un radicale cambiamento dell'assetto del reticolo idrografico principalmente nel settore nord e nord-orientale. In quest'area le colate laviche colmarono antiche paleovallate come quella del fiume Alcantara generando numerosi fenomeni di sbarramento lavico del paleoalveo del fiume Simeto. L’attività eruttiva dell’Ellittico si è conclusa circa 15 mila anni fa con un’intensa fase esplosiva caratterizzata da una serie di eruzioni pliniane. Esse hanno provocato la deposizione di materiali piroclastici, che si sono ampiamente distribuiti lungo i fianchi dell’Etna. La caldera dell'Ellittico, risultante dal collasso dell' imponente edificio vulcanico, e i cui bordi racchiudono la Valle del Bove, è ben visibile tuttora, estendendosi da Pizzi Deneri e Punta Lucia, e costituendo l'ossatura dello stratovulcano etneo.

### Il Mongibello odierno (15 ka - oggi)
L'intensa e continua attività effusiva degli ultimi 15 000 anni riempirà del tutto la caldera del vulcano Ellittico coprendo in gran parte i suoi versanti e formando il nuovo cono craterico sommitale. Tale attività effusiva, originata sia dalle bocche sommitali sia da apparati eruttivi parassiti, porterà alla formazione dell'edificio vulcanico che forma il complesso in attività: il Mongibello. Nel corso del tempo si sono avute fasi di stanca e fasi di attività eruttiva, con un collasso del Mongibello intorno a otto-novemila anni fa; nei prodotti del Mongibello è stata osservata una generale transizione da termini più antichi e acidi (relativamente arricchiti in SiO2) a più recenti e basici (cioè relativamente povere di SiO2) e porfirici (ricchi di minerali cristallizzati in profondità prima dell'emissione), le lave sono quindi ritornate a essere di tipo fluido basaltico e si sono formati altri coni di cui alcuni molto recenti. A periodi abbastanza ravvicinati entra in eruzione incominciando in genere con un periodo di degassamento ed emissione di sabbia vulcanica a cui fa seguito un'emissione di lava abbastanza fluida all'origine. Talvolta vi sono dei periodi di attività stromboliana che attirano folle di visitatori d'ogni parte del mondo per via della loro spettacolarità.

### Dal Cratere Centrale ai crateri sommitali
Nonostante i vulcani eruttino prevalentemente dalla loro cima, da uno o più crateri sommitali, l'Etna si caratterizza per essere uno dei pochi vulcani al mondo in cui è stato possibile osservare a memoria d'uomo la nascita di nuove bocche eruttive sommitali, formatesi prevalentemente nel secolo scorso. Fino al 1911, l'Etna aveva un solo cratere, denominato Cratere Centrale. Di esso vi è molteplice testimonianza, fotografica, cartacea tramite disegni, persino tramite cartoline postali. Dal punto di vista pittorico, già Thomas Cole dipinse più volte l'Etna come classico stratovulcano con un solo cratere. Esso appare molto ampio dalle fonti; secondo alcune stime, il suo diametro era pari a circa 500 metri e la sua profondità diverse centinaia. Successivamente, vi fu la nascita di nuovi crateri, finché, fino agli anni 2000, l'Etna ebbe quattro crateri sommitali attivi. Essi, in ordine cronologico di formazione, sono: il cratere subterminale di Nord-est formatosi nel 1911 (NEC), il primo a formarsi; poi, la Voragine o Voragine Grande nel 1945, la Bocca Nuova del 1968 (BN) e il cratere subterminale di Sud-est (del 1971) (SEC). La Voragine o Voragine Grande è spesso confusa con il Cratere Centrale. In effetti, i due crateri si sovrapposero, con la Voragine formatasi all'interno del Cratere Centrale, che fino al 1945 era l'unico cratere dell'Etna.
Tuttavia, solo nell'ultimo decennio, per la prima volta, i vulcanologi sono riusciti ad applicare un moderno approccio multidisciplinare per monitorare la nascita di un nuovo cratere sommitale e cercare di comprendere cosa renda tanto instabile un vulcano come l'Etna in corrispondenza delle bocche sommitali: alla fine del 2011 dove prima c'era un cratere a pozzo (o pit crater) alla base orientale del SEC, si è infatti sviluppato quello che ormai gli studiosi hanno ribattezzato Nuovo Cratere di Sud-Est (NSEC). L'edificio vulcanico del Nuovo Cratere di Sud-Est, formatosi lungo una frattura orientata lungo una direzione Nord-Ovest Sud-Est, è successivamente cresciuto con grande rapidità sull'orlo di una parete a strapiombo della Valle del Bove, alta circa mille metri, presentando quindi una relativa instabilità che caratterizza tutto il fianco nord-orientale del vulcano e mantiene alta l'attenzione degli scienziati.
Questi hanno recentemente stabilito che il vulcano subisce ciclicamente nel tempo dei fenomeni di inflazione (rigonfiamento), seguiti da deflazione (sgonfiamento) che possono durare per un periodo di alcuni mesi fino a qualche anno. Come riferito da Marco Neri, coordinatore del lavoro di studi e primo ricercatore presso l'Osservatorio etneo dell'INGV (INGV-OE), durante un recente periodo di inflazione, «il fianco nord-orientale dell'Etna si è deformato, seguendo traiettorie di "traslazione" semi-circolari: la porzione sommitale si è spostata verso Nord-est, la parte intermedia verso Est e infine la parte distale, in prossimità del Mare Ionio, è traslata verso Sud-est. Lo spostamento verso Nord-est della parte sommitale del vulcano ha favorito l'apertura di numerose fessure eruttive orientate in senso Nord-ovest Sud-est e la conseguente nascita del Nuovo Cratere di Sud-est». La traslazione verso lo Ionio è confermata anche dagli studi condotti dalla Open University.
Durante una campagna di misurazioni con GPS effettuata dall'INGV nel gennaio del 2014 si constatò che il punto più alto del nuovo cono si era assestato a una quota di 3 290 m s.l.m. facendone di fatto una delle bocche sommitali più alte del grande vulcano. Nel corso della seconda metà degli anni 2010, la sella intracraterica del Sud-Est fu notevolmente sconvolta con le attività del 2016, 2017, 2018. Nel 2020, a dicembre, iniziò un ciclo eruttivo che stravolse totalmente l'assetto della zona terminale: a seguito di attività esplosive, infatti, il nuovo cono intracraterico del Sud-Est superava i 3 357 m s.l.m. tra il 13 e il 25 giugno 2021 assestandosi quale nuova vetta, in sostituzione del NEC.
L'Etna presenta inoltre diverse piccole bocche laterali sparse a varie altitudini, dette crateri avventizi, prodotte dalle tante eruzioni laterali nel tempo. Esistono anche dei centri eruttivi eccentrici caratterizzati dalla non condivisione del condotto vulcanico con il vulcano principale, ma del solo bacino magmatico, quali i monti Rossi e il monte Mojo.

#### Eruzioni notevoli in periodo storico
In genere le eruzioni dell'Etna pur fortemente distruttive delle cose, non lo sono per le persone se si eccettuano i casi fortuiti come quello di Bronte del 25 novembre del 1843 in cui a causa di una falda freatica la lava esplose colpendo una settantina di persone delle quali persero la vita almeno 36 o di palese imprudenza come nel 1979 quando un'improvvisa pioggia di massi uccise nove turisti, avventuratisi fino al cratere apparentemente spento, e ne ferì un'altra decina. Le fonti della memoria storica ricordano centinaia di eruzioni di cui alcune fortemente distruttive.
L'eruzione più lunga a memoria storica è quella del luglio 1614. Il fenomeno durò ben dieci anni ed emise oltre un miliardo di metri cubi di lava, coprendo 21 chilometri quadrati di superficie sul versante settentrionale del vulcano. Le colate ebbero origine a quota 2 550 e presentarono la caratteristica particolare di ingrottarsi ed emergere poi molto più a valle fino alla quota di 975 m s.l.m., al di sopra comunque dei centri abitati. Lo svuotamento dei condotti di ingrottamento originò tutta una serie di grotte laviche, visitabili, come la grotta del Gelo, la grotta dei Lamponi, la grotta delle Palombe, il Complesso Immacolatelle e Micio Conti.
Nel 1669 avvenne l'eruzione più conosciuta e distruttiva, che raggiunse e superò, dal lato occidentale, la città di Catania; ne distrusse la parte esterna fino alle mura, circondando il Castello Ursino e superandolo creò oltre un chilometro di nuova terraferma. L'eruzione fu annunciata da un fortissimo boato e da un terremoto che distrusse il paese di Nicolosi e danneggiò Trecastagni, Pedara, Mascalucia e Gravina. Poi si aprì un'enorme fenditura a partire dalla zona sommitale e, sopra Nicolosi, si iniziò l'emissione di un'enorme quantità di lava. Il gigantesco fronte lavico avanzò inesorabilmente seppellendo Malpasso, Mompilieri, Camporotondo, San Pietro Clarenza, San Giovanni Galermo e Misterbianco oltre a villaggi minori dirigendosi verso il mare. Si formarono i due coni piroclastici che sono denominati Monti Rossi, a nord di Nicolosi. L'eruzione durò 122 giorni ed emise un volume di lava di circa 950 milioni di metri cubi.
Nel 1892 un'altra eruzione portò alla formazione, a circa 1 800 m di quota, del complesso dei Monti Silvestri. Nel 1928, ai primi di novembre, ebbe inizio l'eruzione più distruttiva del XX secolo. Essa portò, in pochi giorni, alla distruzione della cittadina di Mascali. La colata fuoriuscì da diverse bocche laterali sul versante orientale del vulcano e minacciò anche Sant'Alfio e Nunziata. L'eruzione del 5 aprile del 1971 ebbe inizio a quota 3 050 da una voragine dalla quale l'emissione di prodotti piroclastici formò il cono sub-terminale di Sud-est. Vennero distrutti l'Osservatorio Vulcanologico e la funivia dell'Etna. Ai primi di maggio si aprì una lunga fenditura a quota 1 800 m s.l.m. che raggiunse Fornazzo e minacciò Milo. La lava emessa fu di 75 milioni di metri cubi.
L'eruzione del 1981 ebbe inizio il 17 marzo e si rivelò abbastanza minacciosa: in appena poche ore si aprirono fenditure da quota 2 550 via via fino a 1 140. Le lave emesse, molto fluide, raggiunsero e tagliarono la Ferrovia Circumetnea; un braccio si arrestò appena 2 000 metri prima di Randazzo. Il fronte lavico tagliò la strada provinciale e la Ferrovia Taormina-Alcantara-Randazzo delle Ferrovie dello Stato, proseguendo fino alle sponde del fiume Alcantara. Si temette la distruzione della pittoresca e fertile vallata, ma la furia del vulcano si arrestò alla quota di 600 m.
Il 1983 è da ricordare oltre che per la durata dell'eruzione, 131 giorni, con 100 milioni di metri cubi di lava emessi (che distrussero impianti sciistici, ristoranti, altre attività turistiche, nuovamente la funivia dell'Etna e lunghi tratti della S.P. 92), anche per il primo tentativo al mondo di deviazione per mezzo di esplosivo della colata lavica. L'eruzione si presentava abbastanza imprevedibile, con numerosi ingrottamenti ed emersioni di lava fluida a valle, che fecero temere per i centri abitati di Ragalna, Belpasso e Nicolosi. Pur tra molte polemiche, e divergenze tra gli studiosi, vennero praticati, con notevole difficoltà, date le altissime temperature che arrivavano a rovinare le punte da foratura, decine e decine di fornelli per consentire agli artificieri di immettere le cariche esplosive. La colata venne parzialmente deviata; l'eruzione ebbe comunque termine di lì a poco.
Il 14 dicembre del 1991 ebbe inizio la più lunga eruzione del XX secolo (durata 473 giorni), con l'apertura di una frattura eruttiva alla base del cratere di Sud-est, alle quote da 3 100 m a 2 400 m s.l.m. in direzione della Valle del Bove. L'esteso campo lavico ricoprì la zona detta del Trifoglietto e si diresse verso il Salto della Giumenta, che superò il 25 dicembre 1991 dirigendosi verso la Val Calanna. La situazione fu giudicata pericolosa per il comune di Zafferana Etnea e venne messa in opera una strategia di contenimento concertata tra la Protezione civile e il Genio dell'Esercito. In venti giorni venne eretto un argine di venti metri d'altezza che, per due mesi, resse alla spinta del fronte lavico. La tecnica fu quella dell'erezione di barriere in terra per mezzo di lavoro ininterrotto di grandi ruspe ed escavatori a cucchiaio.
Questa tecnica in seguito si rivelerà efficace nel tentativo di salvataggio del rifugio Sapienza e della stazione turistica di Etna Sud nel corso dell'eruzione 2001, e sarà oggetto di studio da parte di équipe internazionali, tra cui esperti giapponesi. Tutto si rivelò efficace nel rallentare il flusso lavico guadagnando tempo ma ancora una volta non risolutivo in caso di persistenza dell'evento eruttivo. Furono chiamati gli incursori della Marina che operarono nel canale principale, a quota 2 200 m, con cariche esplosive al plastico (C4) e speciali cariche esplosive cave per deviare il flusso di lava nel canale d'invito e inviarla così nella valle del Bove, riportando la posizione del fronte lavico a quella di circa sei mesi prima. L'operazione riuscì perfettamente, utilizzando una carica di C4 pari a 7 tonnellate e trenta cariche cave; il tutto, fatto esplodere in rapidissima successione, fece crollare il diaframma che separava il magma dal canale d'invito. Successivamente venne ostruito con grandi macigni di pietra lavica il canale principale che scendeva pericolosamente verso Zafferana Etnea.

## Attività vulcanica recente
L'Etna continua ad essere un vulcano attivo. Negli ultimi anni l'area sommitale dell'Etna è cambiata, si trasforma continuamente. Al 2024 presenta cinque crateri in attività (Cratere di Sud-est, Nuovo Cratere di Sud-est, Bocca Nuova, Voragine, Cratere di Nord-est). Il cratere considerato il ''più giovane'' è il Nuovo Cratere di Sud-Est (2007) che negli anni ha avuto parecchie eruzioni e parossismi con emissione di cenere vulcanica .
Nel corso dell'ultimo ventennio l'attività vulcanica non si è mai arrestata del tutto alternando episodi di attività stromboliana, brevi pause e violente fasi di degassamento ed emissione di cenere ma con limitate fasi effusive interessando i vari crateri.

## Turismo

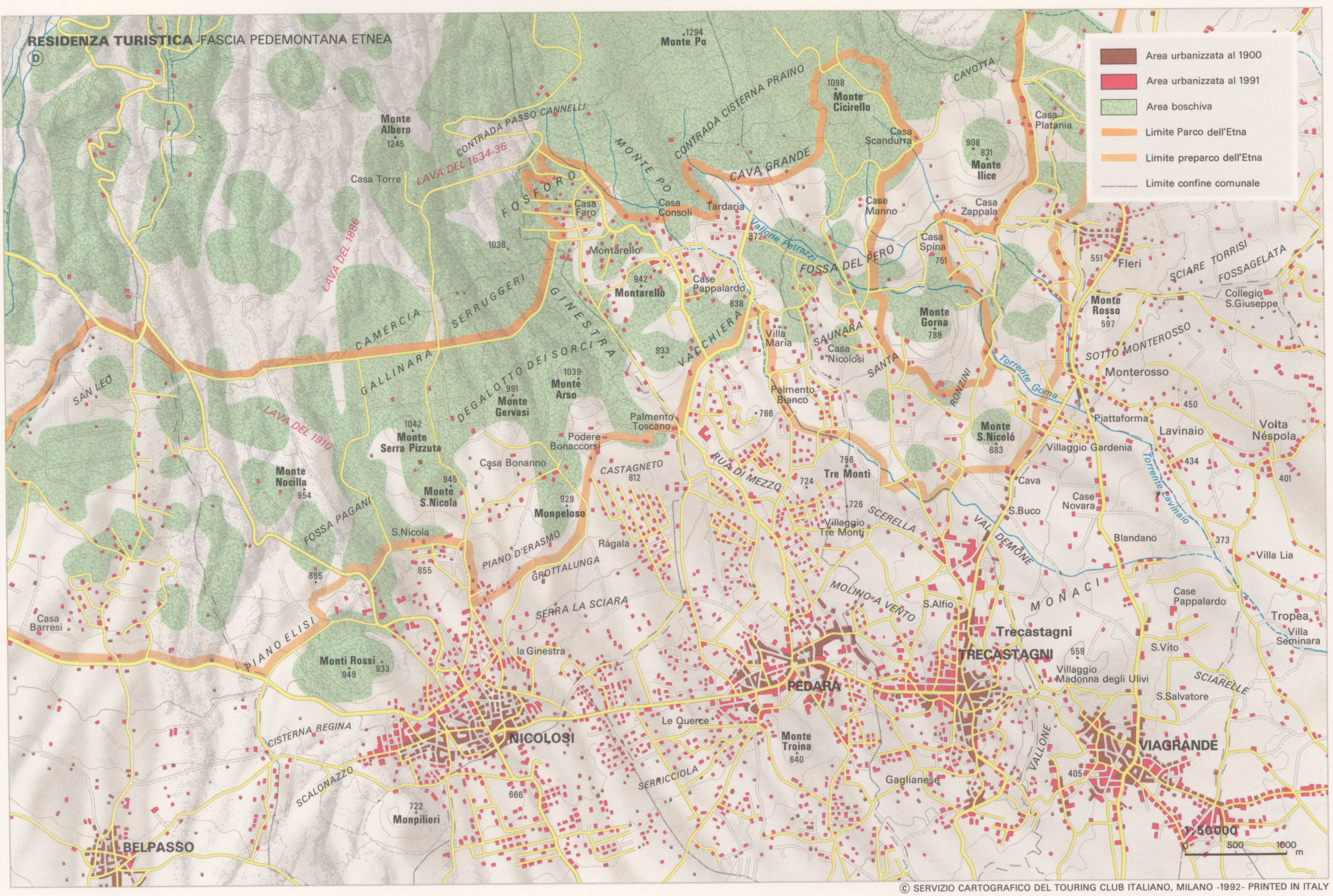
Evoluzione della fascia pedemontana etnea

L'Etna è meta costante delle visite di turisti interessati al vulcano e alle sue manifestazioni in quanto si tratta di uno dei pochi vulcani attivi al mondo a essere facilmente accessibile. Sono presenti strutture di supporto con guide specializzate e mezzi fuoristrada che in sicurezza portano i visitatori fino ai crateri sommitali.

## Sport

### Sci

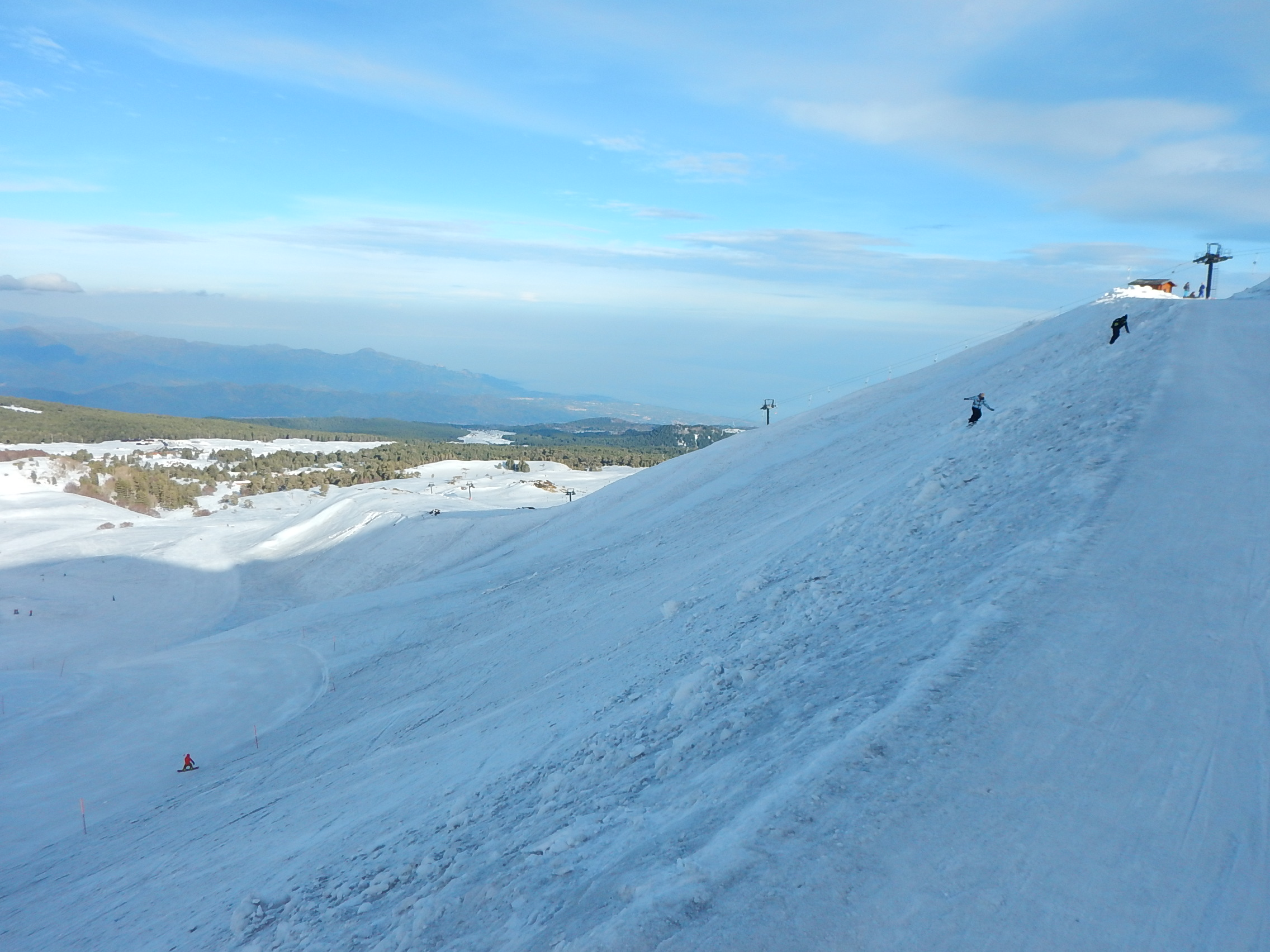
Pista da sci a Piano Provenzana sopra Linguaglossa (Etna Nord)

L'Etna si presta, in virtù dell'altitudine e dell'innevamento invernale, a sport quali sci alpino, sci di fondo, scialpinismo, snowboard, sleedog. L'abbondante innevamento consente l'apertura stagionale degli impianti delle due stazioni sciistiche presenti (una nel versante sud e l'altra in quello nord) in genere dalla metà di dicembre a primavera inoltrata. Nel versante sud (Etna Sud), dal Rifugio Giovannino Sapienza (Nicolosi) si può usufruire di una cabinovia da 6 posti, di una seggiovia biposto e di tre skilift per raggiungere le piste. Il comprensorio meridionale offre circa 10 km di piste. Il versante nord (Etna Nord, Piano Provenzana, Linguaglossa, situato a 1 825 m), è dotato invece di tre skilift e di una seggiovia. Nel versante est è presente il rifugio Citelli, in comune di Sant'Alfio.
Entrambe le stazioni sciistiche hanno subito, in due eruzioni differenti, la quasi totale distruzione delle strutture da parte di colate laviche. In particolare le piste di Nicolosi furono danneggiate dall'eruzione dell'estate del 2001 quando una colata lavica distrusse la stazione d'arrivo della funivia e il centro servizi passando a pochi metri dal "Rifugio Sapienza". Le piste di Piano Provenzana furono colpite dalla colata dell'autunno del 2002. Tuttavia, dopo qualche anno di interruzione, gli impianti furono riattivati.
Negli anni settanta del XX secolo le piste del versante sud hanno accolto la Tre giorni Internazionale dell'Etna, gara di sci alpino che vedeva alla partenza grandi nomi dello sci alla fine delle gare della Coppa del Mondo di sci alpino.

### Escursionismo

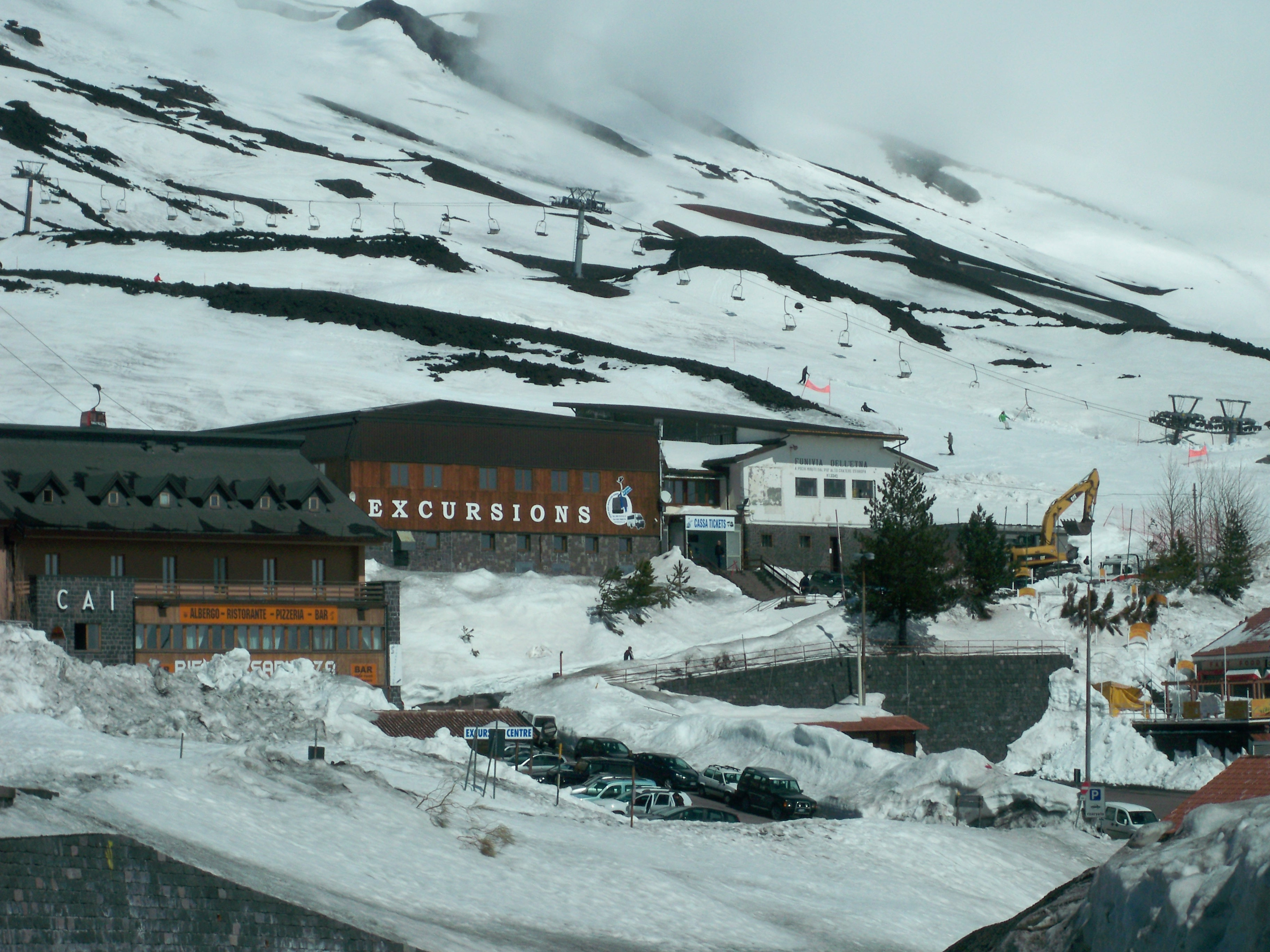
Nella foto il rifugio Sapienza sopra Nicolosi (Etna Sud)

Il vulcano è meta frequente per l'escursionismo sia montano sia legato all'attività vulcanica.

### Alpinismo
Il Monte Etna,nell'antichità, fu meta di una visita dell'imperatore Adriano e la leggenda narra che fu anche il luogo di morte del filosofo Empedocle. Negli anni trenta la Valle del Bove, lungo il versante orientale dell'Etna, fu meta di alcuni alpinisti che esplorarono alcuni speroni rocciosi tracciandovi brevi itinerari poi caduti nell'oblio. Negli anni successivi l'evoluzione dei materiali e dell'arrampicata (soprattutto quella su ghiaccio) ha portato all'esplorazione sistematica delle pieghe della valle con l'apertura di grandiosi itinerari che sono tra i più lunghi e completi del Mezzogiorno d'Italia quali Serra Cuvigghiuni (1 000 m, AD ma con passi fino al VI-); Serra Giannicola Grande (1 000 m, PD+); Cenerentola (300 m, AD) e molti altri.

### Ciclismo
La salita Sud-Est dell'Etna fino al Rifugio Sapienza (circa 1 900 m s.l.m.) dalla costa catanese, classificabile come salita lunga e dalle medie pendenze, presenta un dislivello di circa 1 850 m con pendenze medie del 6-7% ed è una delle salite più dure del Centro-Sud Italia. Oltre il Rifugio Sapienza la salita prosegue tortuosa su terreno sterrato per altri mille metri di dislivello circa fino alla Torre del Filosofo (2 900 m circa) che ne fanno complessivamente la salita con il più elevato dislivello in Europa assieme al Pico del Veleta in Spagna, al Teide nelle Isole Canarie e al Colle della Bonette in Francia. L'Etna conta molteplici versanti di ascesa, quelli più noti sono sette di cui cinque posti sul versante Sud e due sul versante Nord-Est.
Dal 2019 è attivo il Parco Ciclistico Etna che mette in palio dei brevetti speciali per coloro che riescono a completare da uno a sette versanti in un unico giorno solare.

#### Giro d'Italia
Il Giro d'Italia è arrivato sull'Etna in diversi arrivi di tappa:
| Edizione | Tappa | Percorso             | km    | Vincitore di tappa | Versante/Arrivo  |
| -------- | ----- | -------------------- | ----- | ------------------ | ---------------- |
| 1967     | 7ª    | Catania > Etna       | 198,0 | Franco Bitossi     | Rifugio Sapienza |
| 1989     | 2ª    | Catania >Etna        | 195,0 | Acácio da Silva    | Piano Bottaro    |
| 2011     | 8ª    | Messina > Etna       | 179,0 | Alberto Contador * | Rifugio Sapienza |
| 2017     | 4ª    | Cefalù > Etna        | 181,0 | Jan Polanc         | Rifugio Sapienza |
| 2018     | 6ª    | Caltanissetta > Etna | 169,0 | Esteban Chaves     | Serra La Nave    |
| 2020     | 3ª    | Enna > Etna          | 150,0 | Jonathan Caicedo   | Piano Provenzana |
| 2022     | 4ª    | Avola > Etna         | 172,0 | Lennard Kämna      | Rifugio Sapienza |

- Nel 2011 Contador è stato successivamente squalificato. La vittoria di tappa è passata a José Rujano (Venezuela).

Dal 1980 al 2004 è esistito, in ambito professionistico, il Giro dell'Etna.

### Corsa a piedi
Il 22 agosto 1982, per la prima volta, venne corsa una maratona di beneficenza; i partecipanti indossavano una maglia bianca con la scritta Corri Catania.
Dal 2004, il vulcano è sede della SuperMaratona dell'Etna, maratona difficile con i suoi tremila metri di dislivello. La manifestazione sportiva parte dalla spiaggia di Marina di Cottone sul livello del mare e si conclude, appunto, sul vulcano a quota tremila.
Dal 2010, intorno a metà luglio, sull'Etna si corre l'Etna Trail, insieme di gare di trail running su diverse distanze, dai 12 ai 94 km.

### Automobilismo
Sulle strade del versante sud si è disputata, sin dal 1924, una gara automobilistica, la Cronoscalata Catania-Etna con partenza da Catania. Motivi di sicurezza e di circolazione suggerirono in seguito di spostare il punto di partenza a nord di Nicolosi.

## Nell'arte e nella cultura

### Mitologia
(Mario Rapisardi - All'Etna)

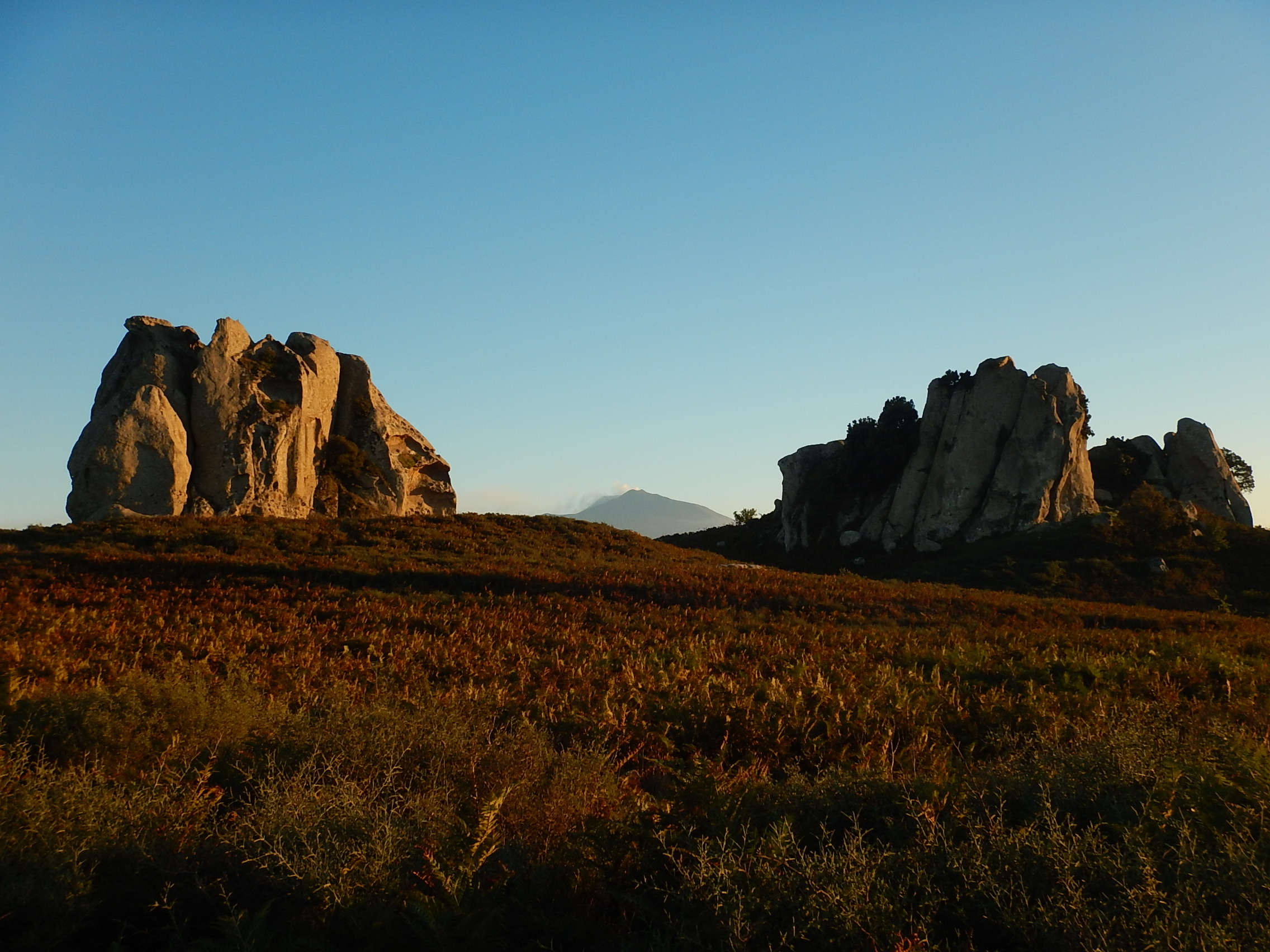
L'Etna vista dal sito megalitico dell'Argimusco

Le eruzioni regolari della montagna, a volte drammatiche, l'hanno resa un soggetto di grande interesse per la mitologia greca e romana che hanno cercato di spiegare il comportamento del vulcano tramite i vari dei e giganti delle leggende romane e greche.
A proposito del dio Eolo, il re dei venti, si diceva che avesse imprigionato i venti sotto le caverne dell'Etna. Secondo Esiodo e il poeta Eschilo, il gigante Tifone fu confinato nell'Etna e fu motivo di eruzioni. Un altro gigante, Encelado, si ribellò contro gli dei, venne sconfitto da Atena e sepolto sotto un enorme cumulo di terra che la dea raccolse dalle coste del continente. Encelado soccombette, si appiattì e divenne l'isola di Sicilia. Si racconta che il suo corpo sia disteso sotto l'isola con la testa e la sua bocca sotto l'Etna che sputa fuoco a ogni grido del gigante. Di Encelado sepolto sotto l'Etna parla pure Virgilio. Su Efesto o Vulcano, dio del fuoco e della metallurgia e fabbro degli dei, venne detto di aver avuto la sua fucina sotto l'Etna e di aver domato il demone del fuoco Adranos e di averlo guidato fuori dalla montagna, mentre i Ciclopi vi tenevano un'officina di forgiatura nella quale producevano le saette usate come armi da Zeus. Si supponeva che il "mondo dei morti" greco, il Tartaro, fosse situato sotto l'Etna.

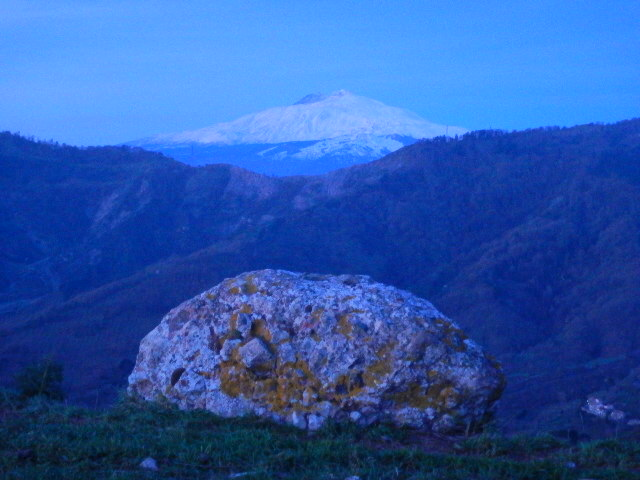
L'Etna vista dal sito di Pizzo Vento sopra Fondachelli Fantina

Si racconta che Empedocle, un importante filosofo presocratico e uomo politico greco del V secolo a.C., si gettò nel cratere del vulcano per scoprire il segreto della sua attività eruttiva. Il suo corpo sarebbe stato in seguito restituito dal mare al largo della costa siciliana, anche se in realtà sembra che sia morto in Grecia.
Nel medioevo divenne luogo privilegiato per la mitologia medievale, in particolare arturiana, celtica e germanica. Tra gli altri, associato a questo luogo, la Fata Morgana e l’isola di Avalon.
Re Artù risiederebbe, secondo la leggenda, in un castello sull'Etna, il cui celato ingresso sarebbe una delle tante e misteriose grotte che la costellano. Il mitico re dei Britanni appare anche in una leggenda, quella del cavallo del vescovo, narrata da Gervasio di Tilbury. Secondo una leggenda inglese l'anima della regina Elisabetta I d'Inghilterra risiederebbe nell'Etna, a causa di un patto che lei avrebbe fatto col diavolo in cambio del suo aiuto per governare il regno.

### Letteratura
L'Etna ha ispirato nell'antichità diverse opere letterarie, tra cui la Teogonia di Esiodo e una perduta tragedia di Eschilo, intitolata Le Etnee, il dramma satiresco Il ciclope di Euripide, ispirato alla figura omerica di Polifemo e ambientato alle balze dell'Etna, e il poemetto pseudovirgiliano Aetna compreso all'interno dell'Appendix Vergiliana. Da menzionare poi nel Rinascimento il De Aetna, un saggio in latino di Pietro Bembo, in cui la descrizione del vulcano e della sua ascensione è un pretesto per discutere dei classici. L'Etna ha poi ispirato anche diverse poesie nell'età moderna; esempi significativi possono essere la Fábula de Polifemo y Galatea, opera scritta nel 1616 da Luis de Góngora ispirata alla leggenda di Aci e Galatea e ambientata in una caverna etnea, A' piè dell'Etna di Alfio Belluso, e All'Etna di Mario Rapisardi.
È stata anche citata nel primo monologo di Segismundo ne La vida es sueño di Pedro Calderón de la Barca, come metafora della forza umana.
La salita sul vulcano viene descritta negli ultimi capitoli del libro Il Bel Paese di Antonio Stoppani.
Nel 2021 La nave di Teseo ha pubblicato Il sangue della Montagna di Massimo Maugeri, romanzo ambientato sull'Etna e che indaga sul rapporto tra uomo e vulcano (candidato all'edizione 2022 del Premio Strega da Maria Rosa Cutrufelli).

### Osservatorio astronomico
Sull'Etna è presente l'Osservatorio astronomico di Serra la Nave nel territorio di Ragalna, una struttura dedicata all'osservazione del cielo sul visibile.

### Influenza culturale
All'Etna sono stati intitolati il Mongibello Mons su Io, un satellite naturale di Giove, e un asteroide, 11249 Etna. La sagoma del vulcano figura inoltre negli stemmi comunali di diversi comuni della città metropolitana di Catania: Adrano, Belpasso, Mascalucia, Milo, Misterbianco, Nicolosi, Piedimonte Etneo, Ragalna, Santa Venerina, Tremestieri Etneo e Zafferana Etnea.

## Galleria d'immagini

Eruzioni storiche
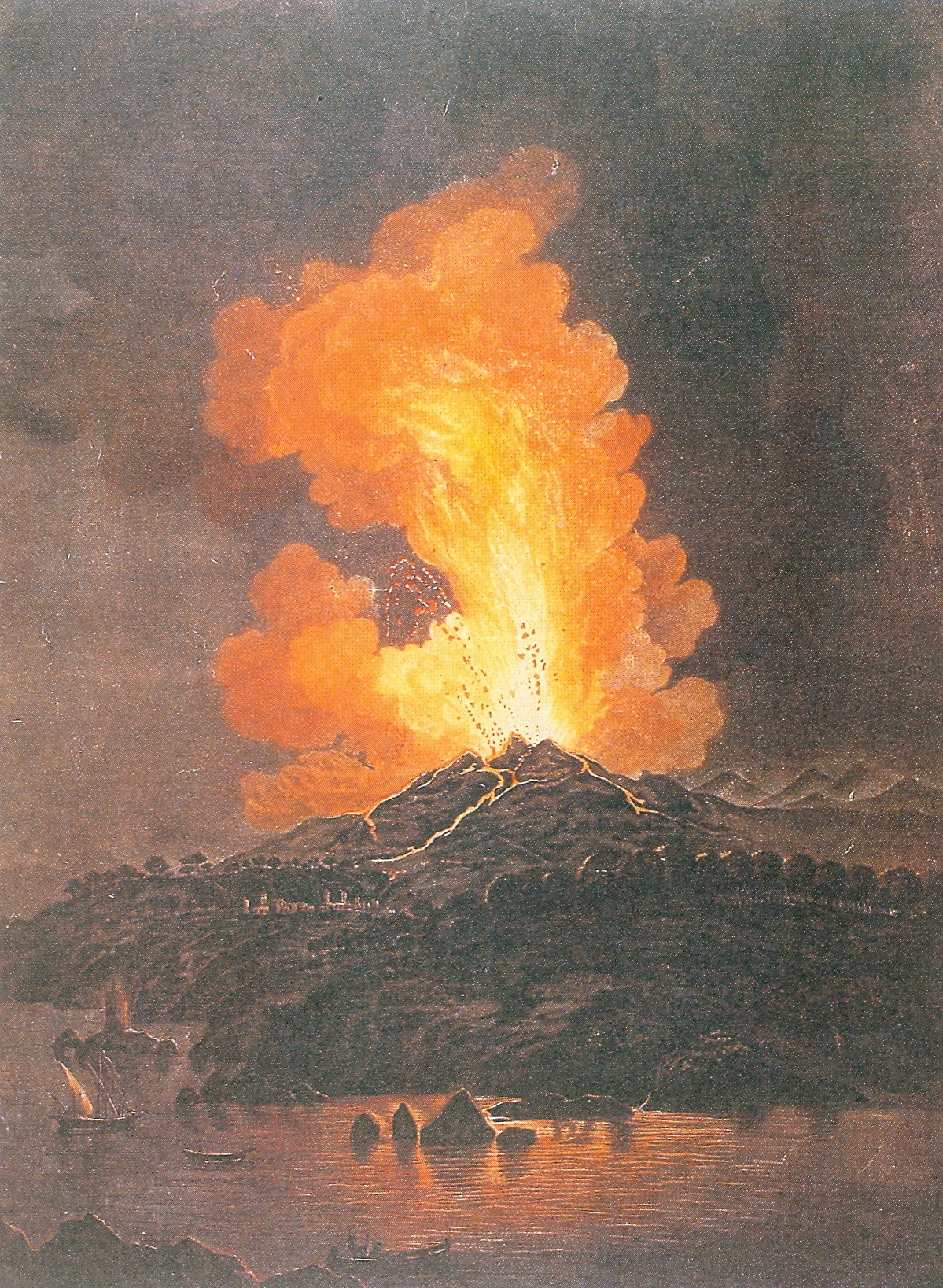
1766
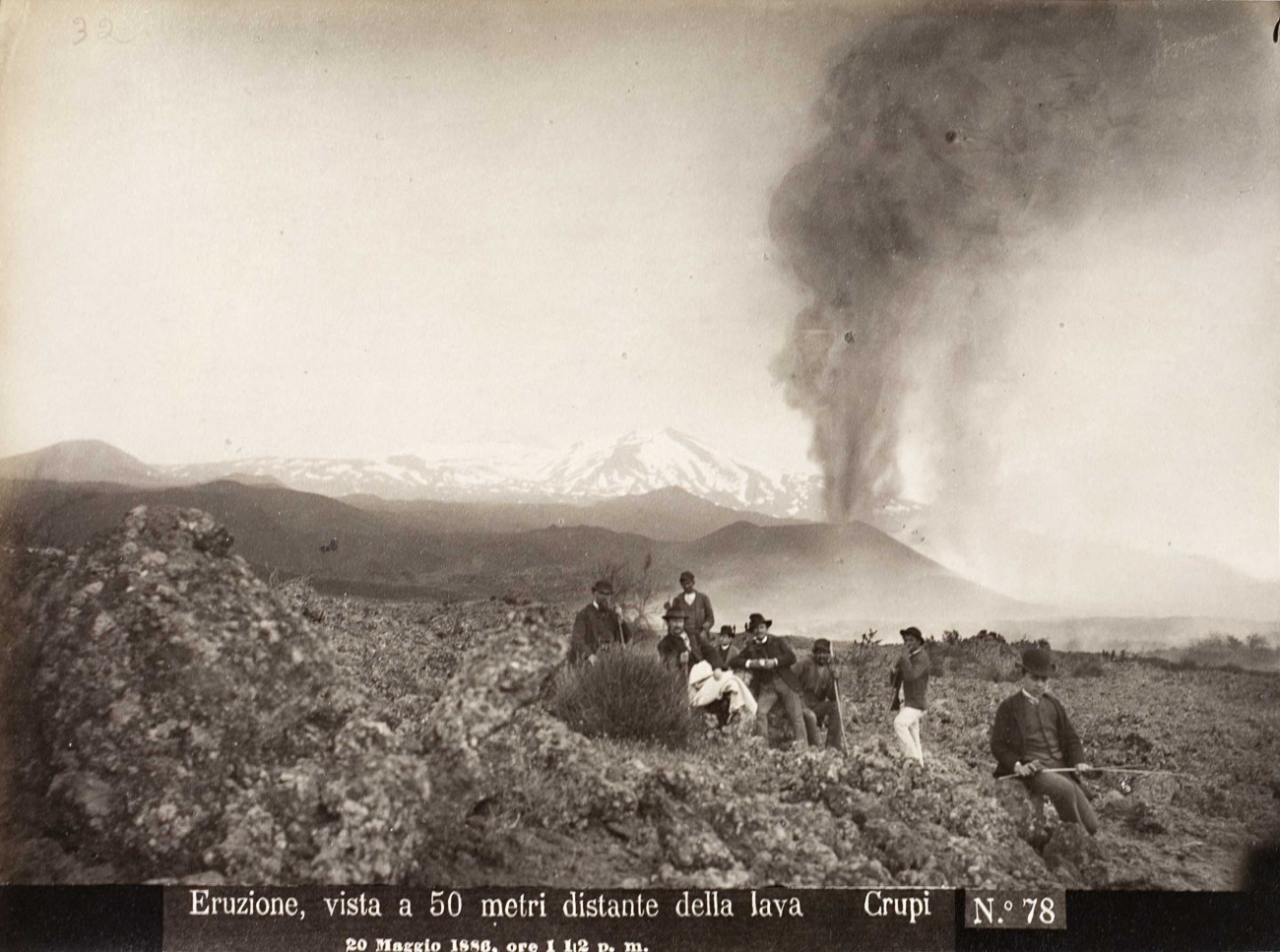
1886
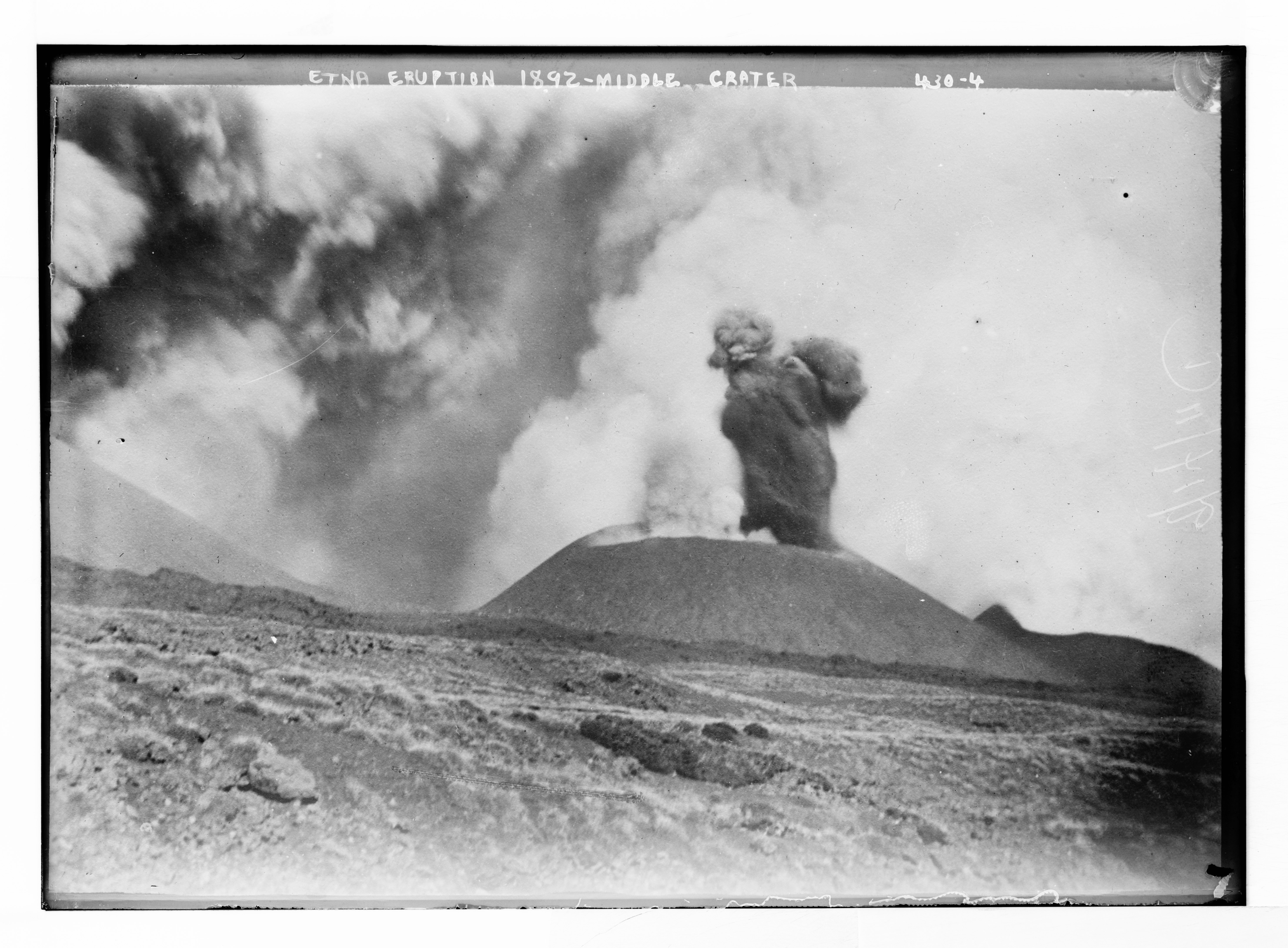
1892
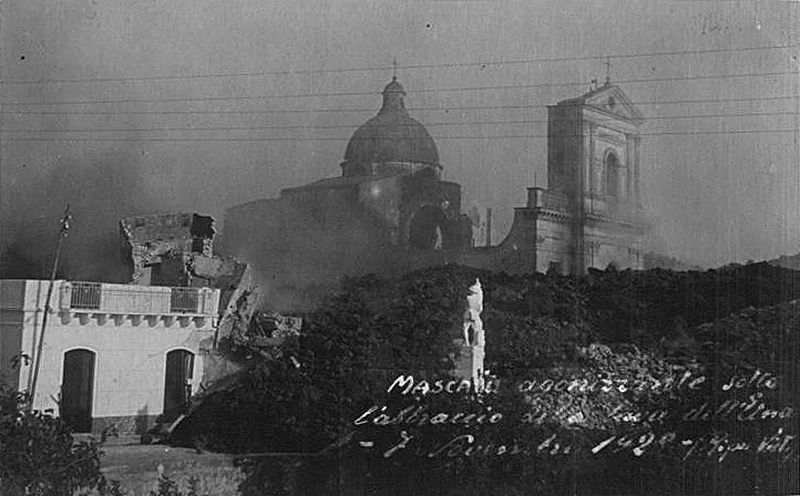
1928

XXI secolo
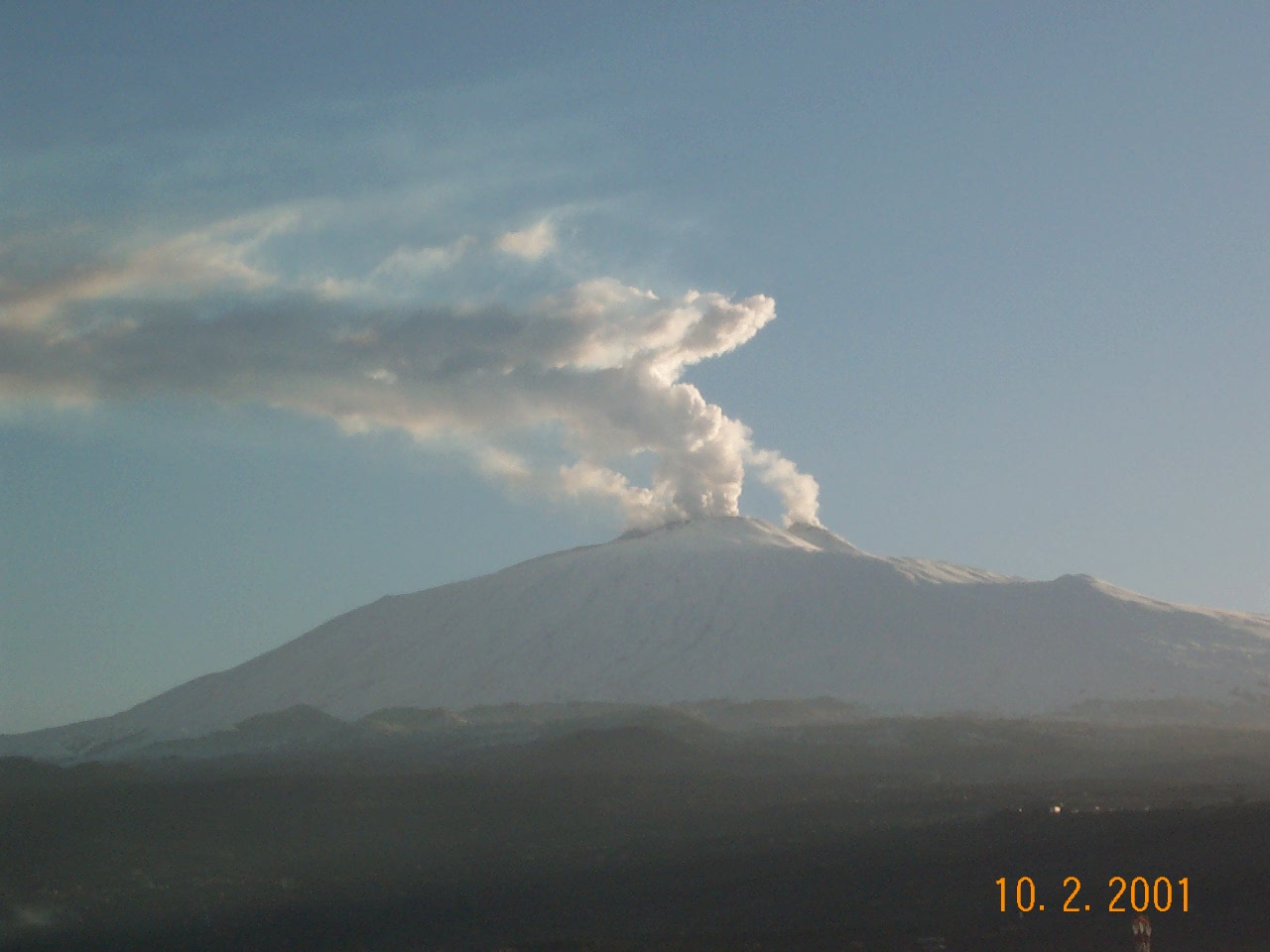
2001
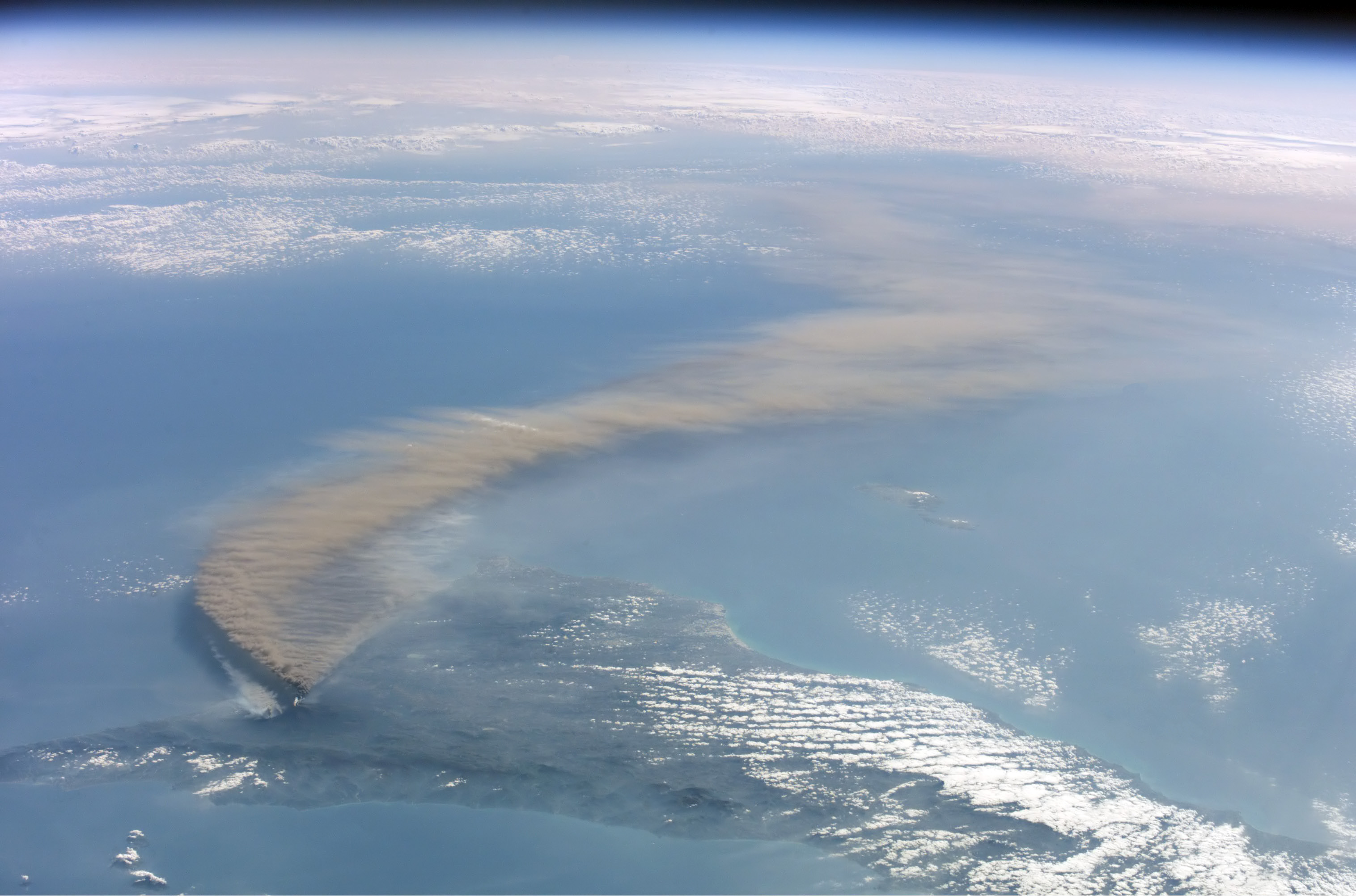
2002
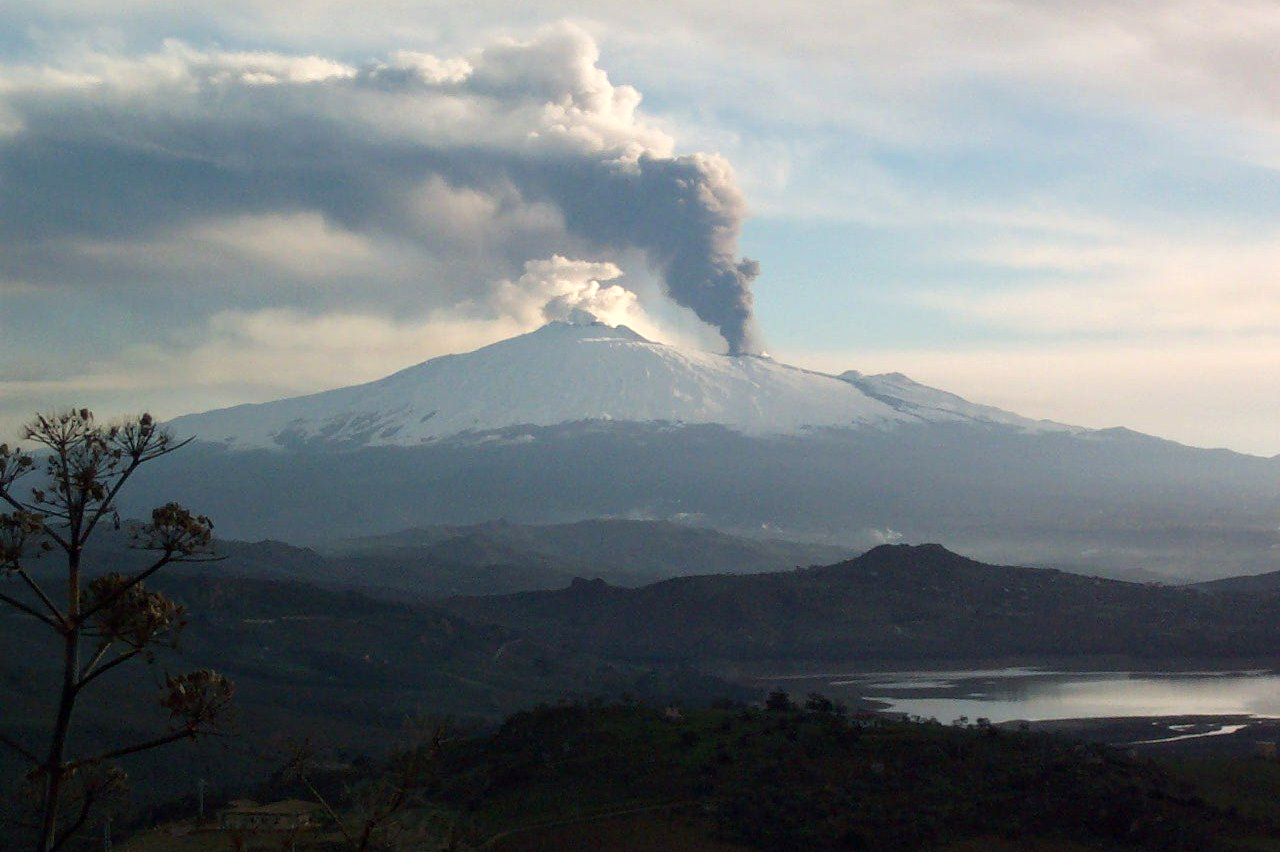
2002
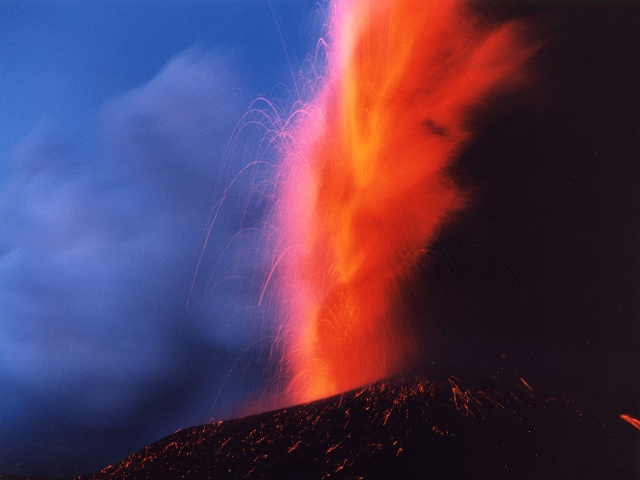
2002
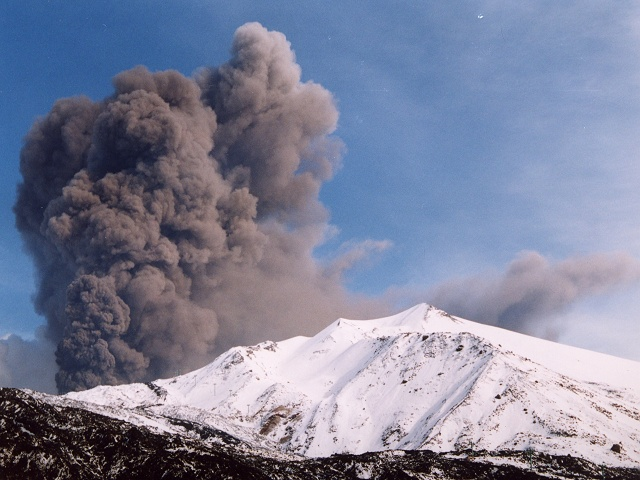
2002
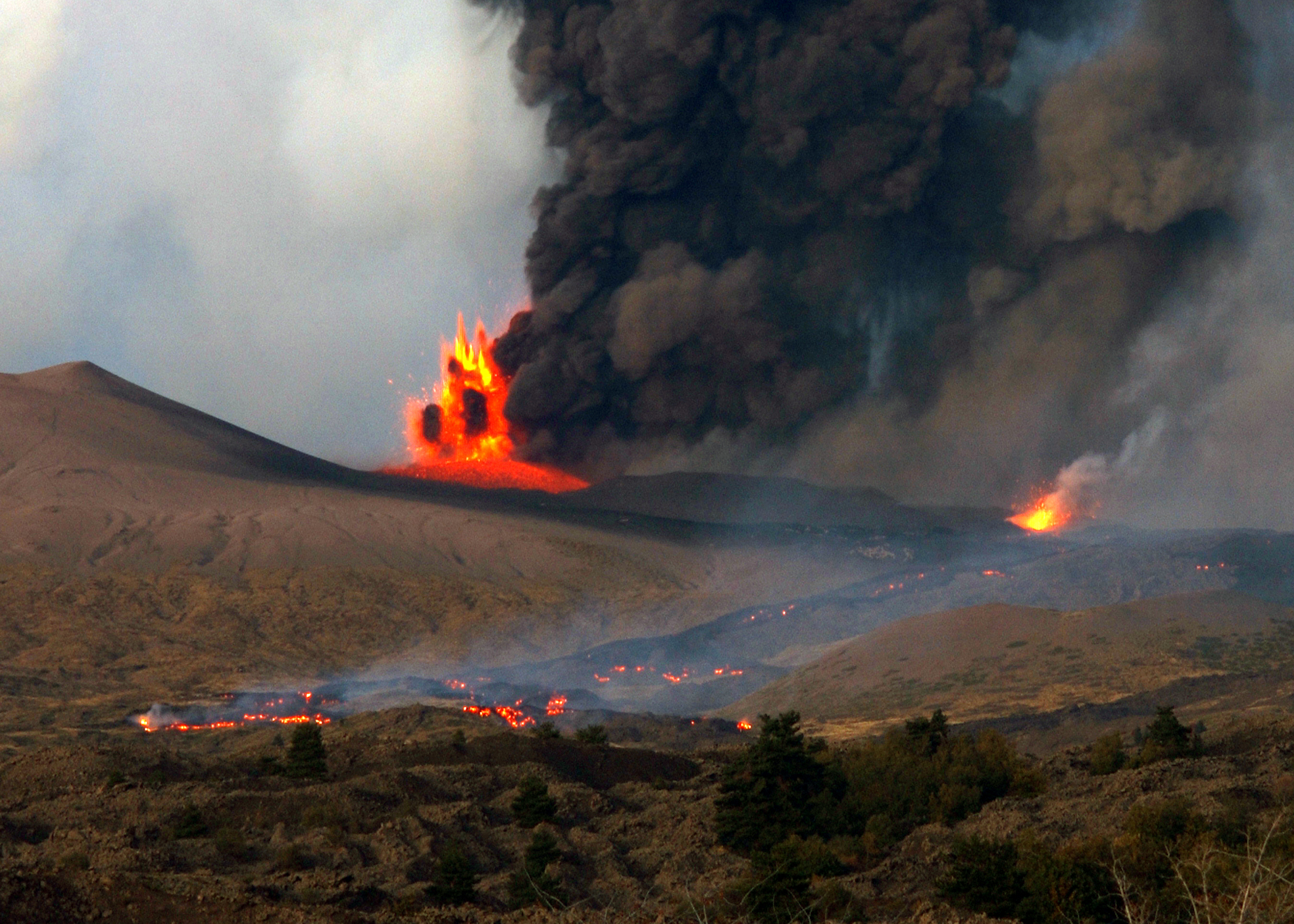
2002
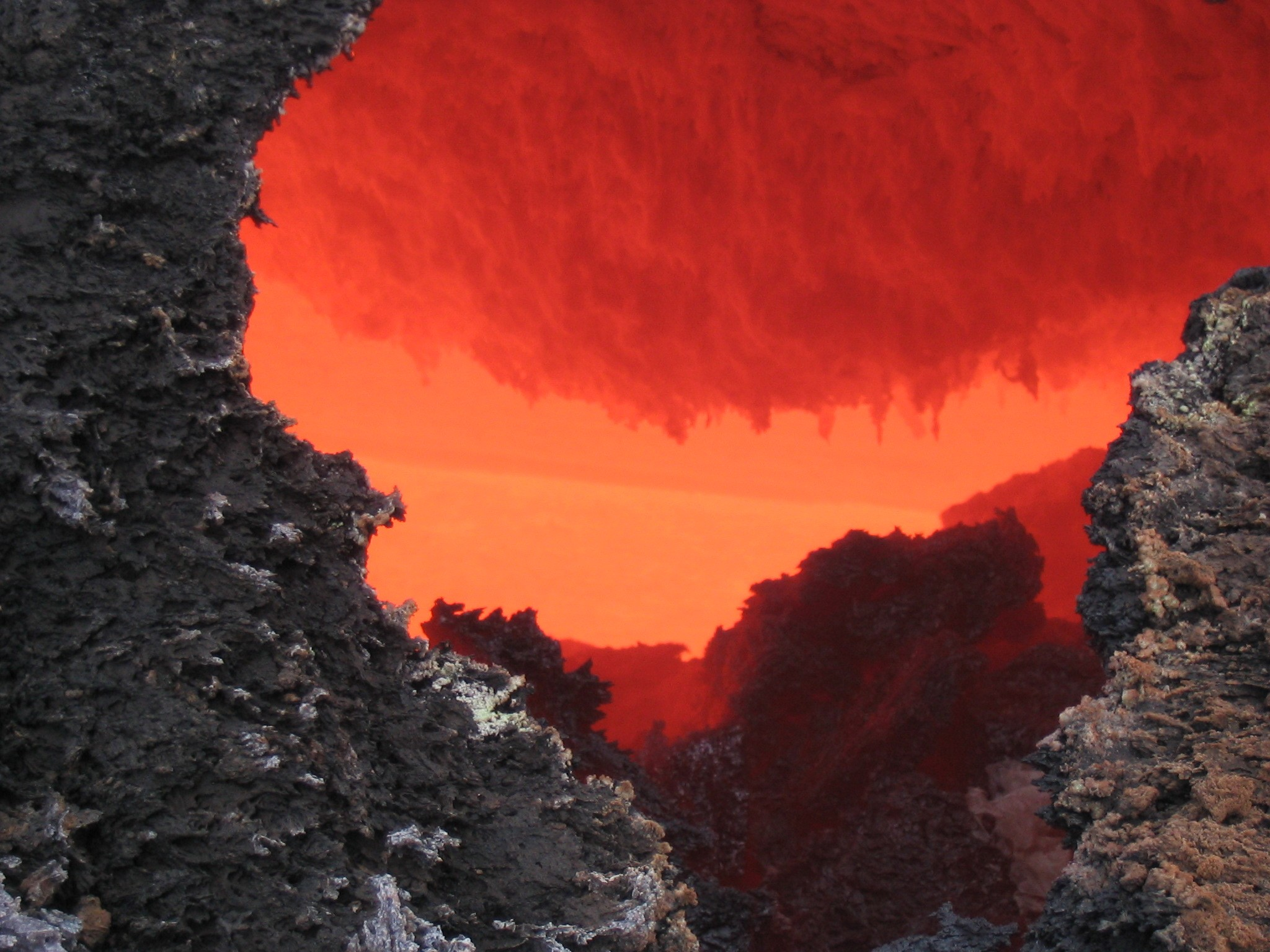
2004
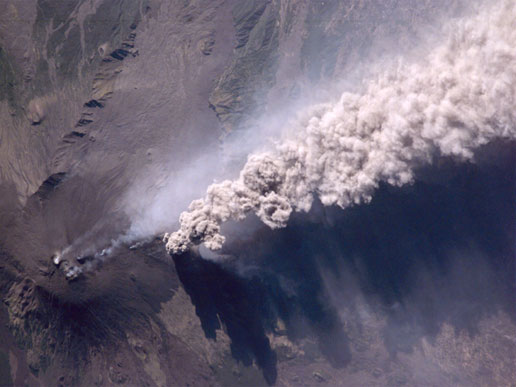
2004
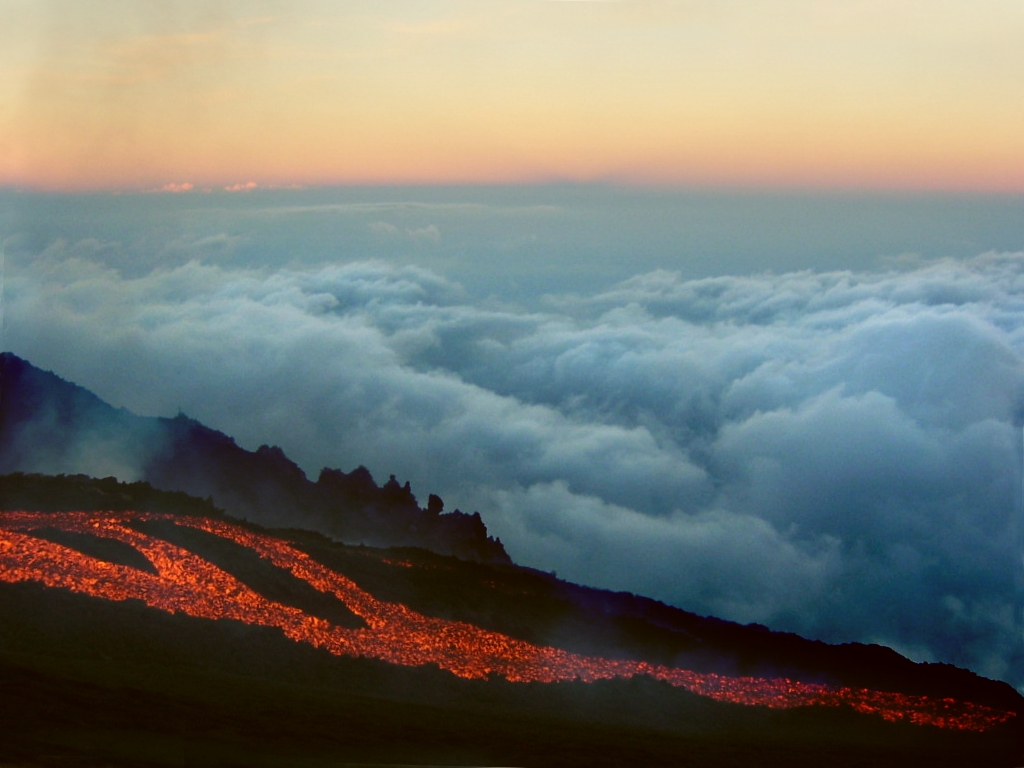
2005
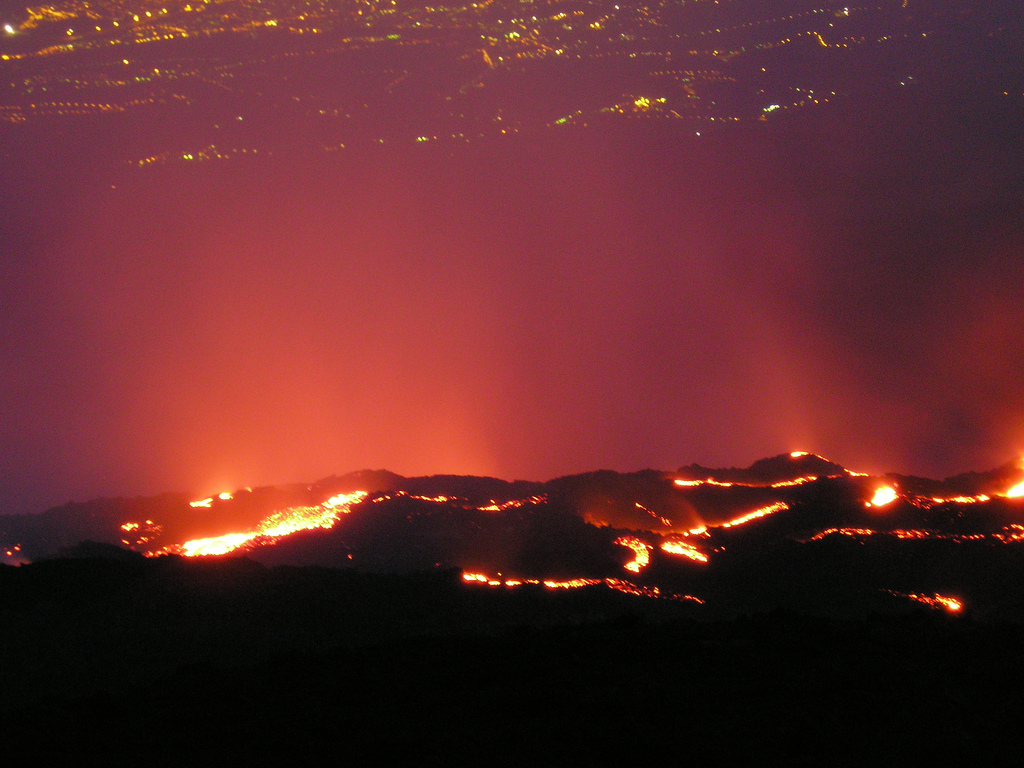
2006
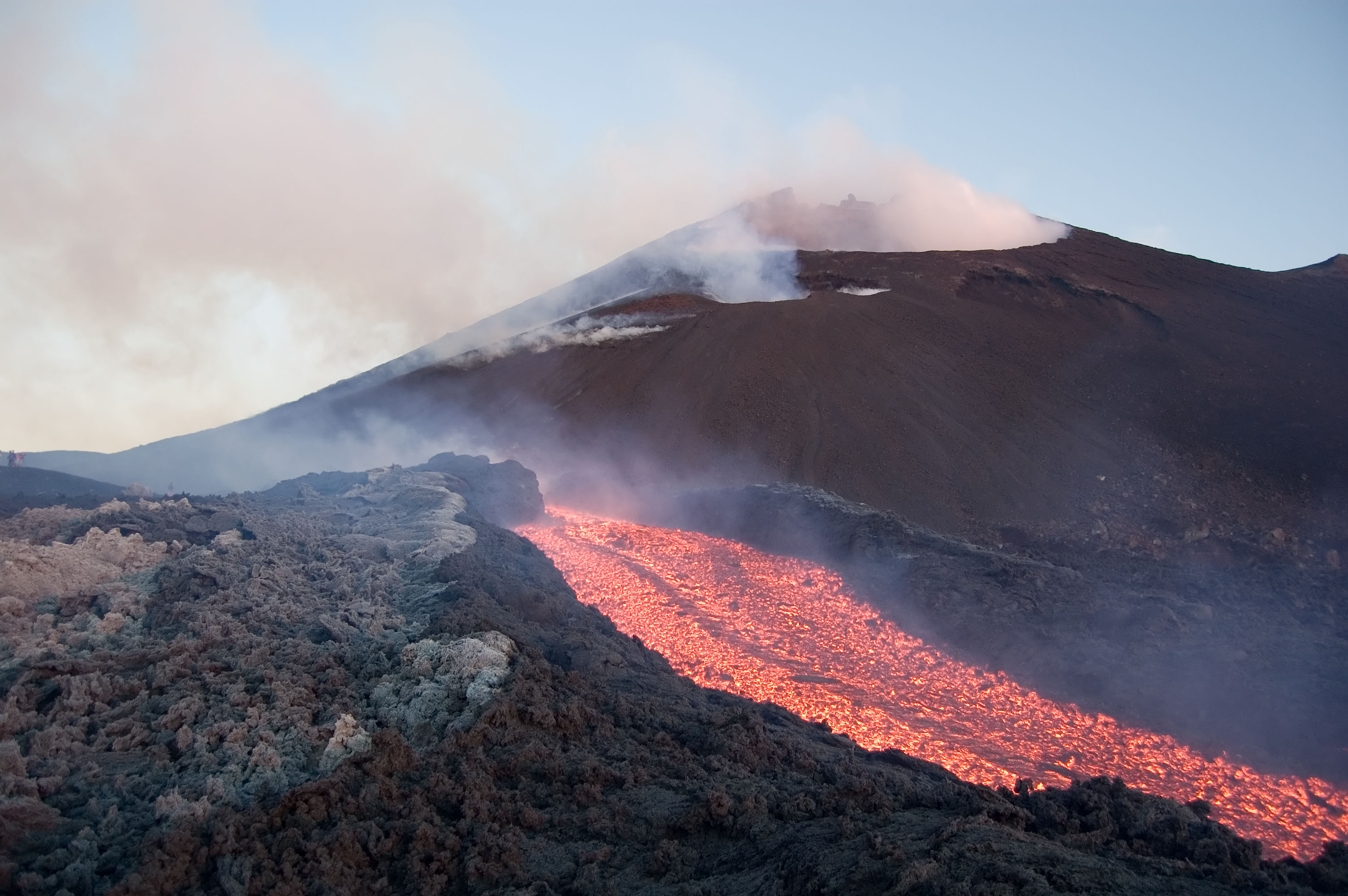
2006
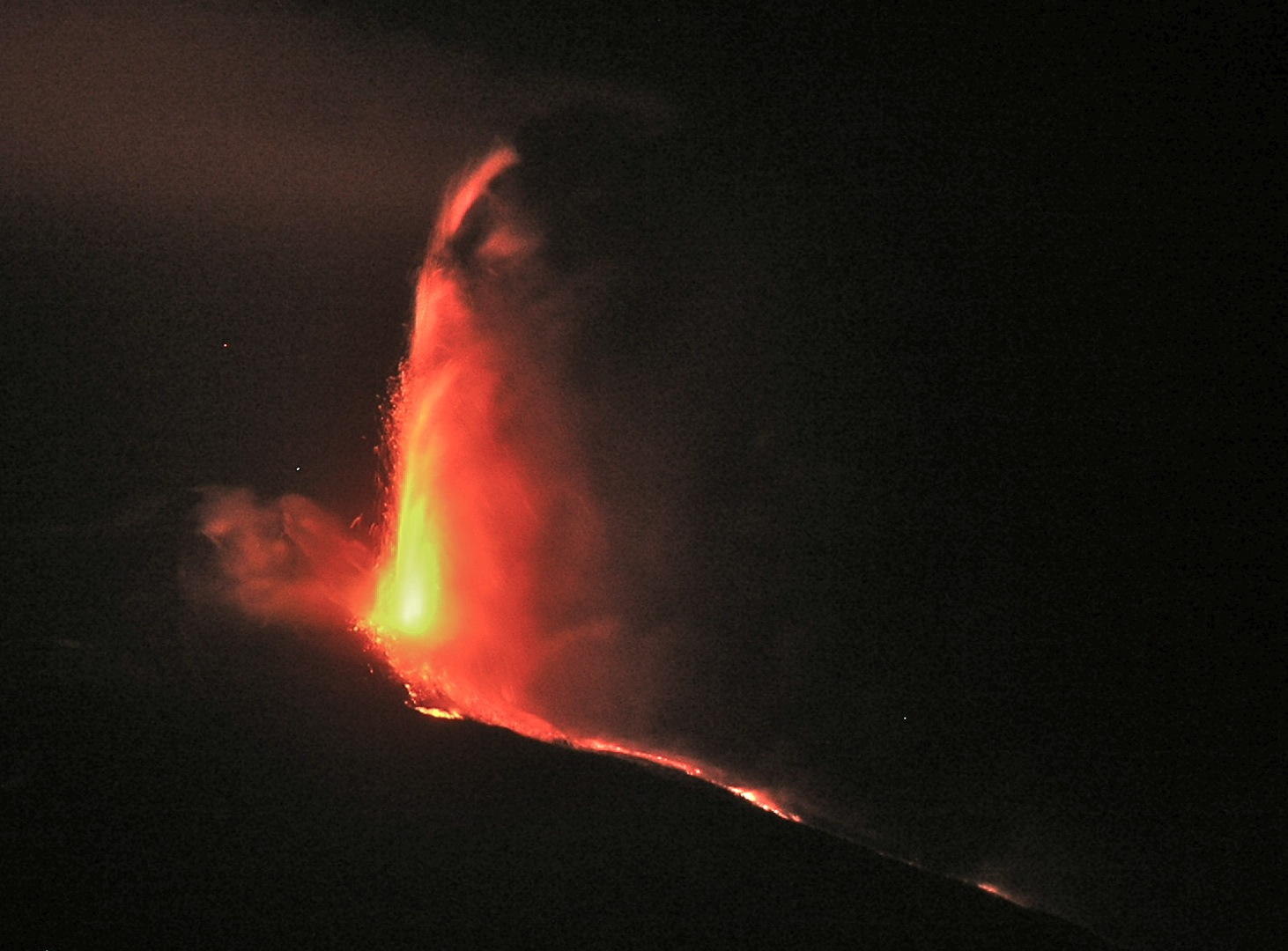
2007
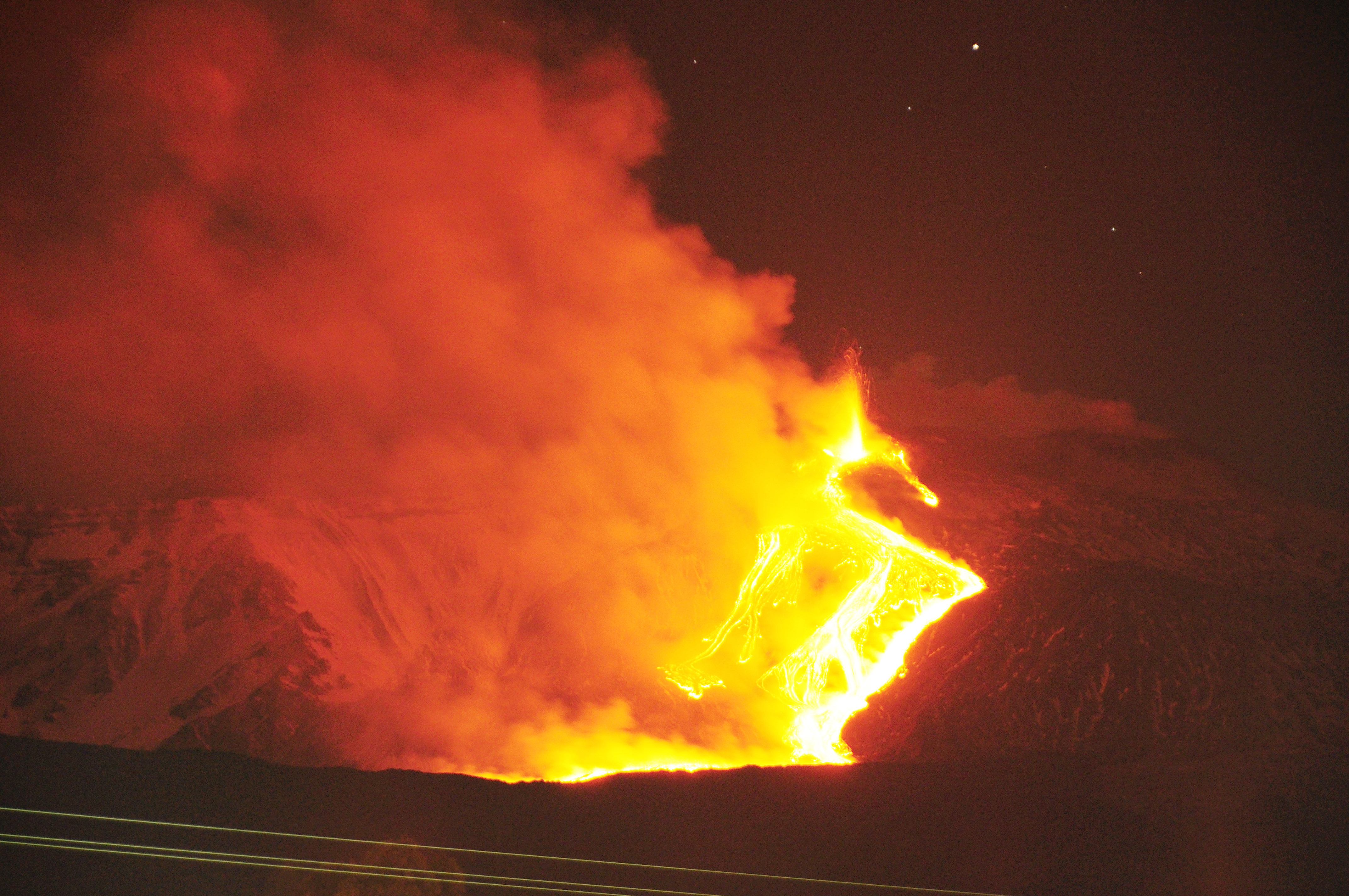
2011
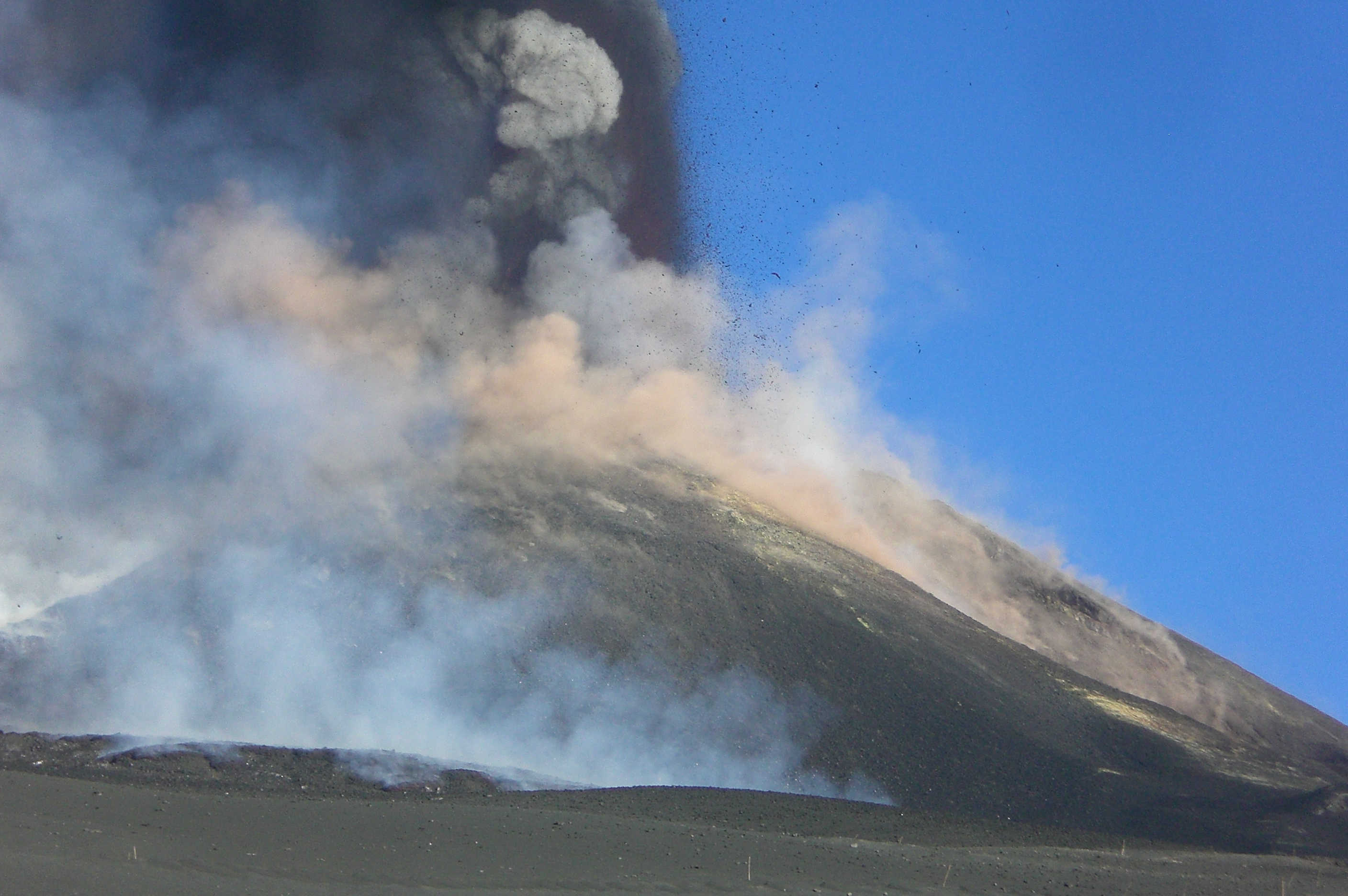
2013
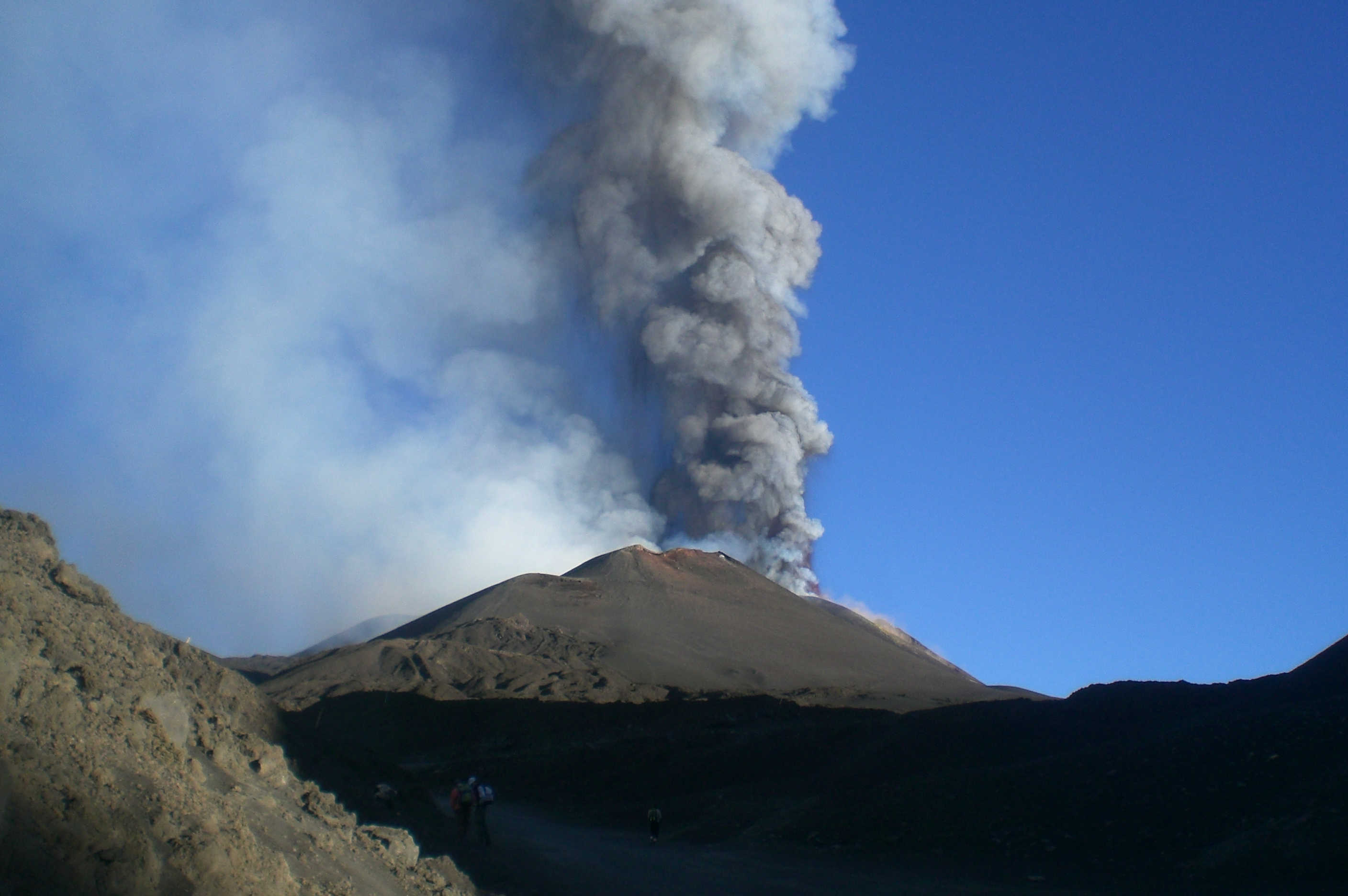
2013
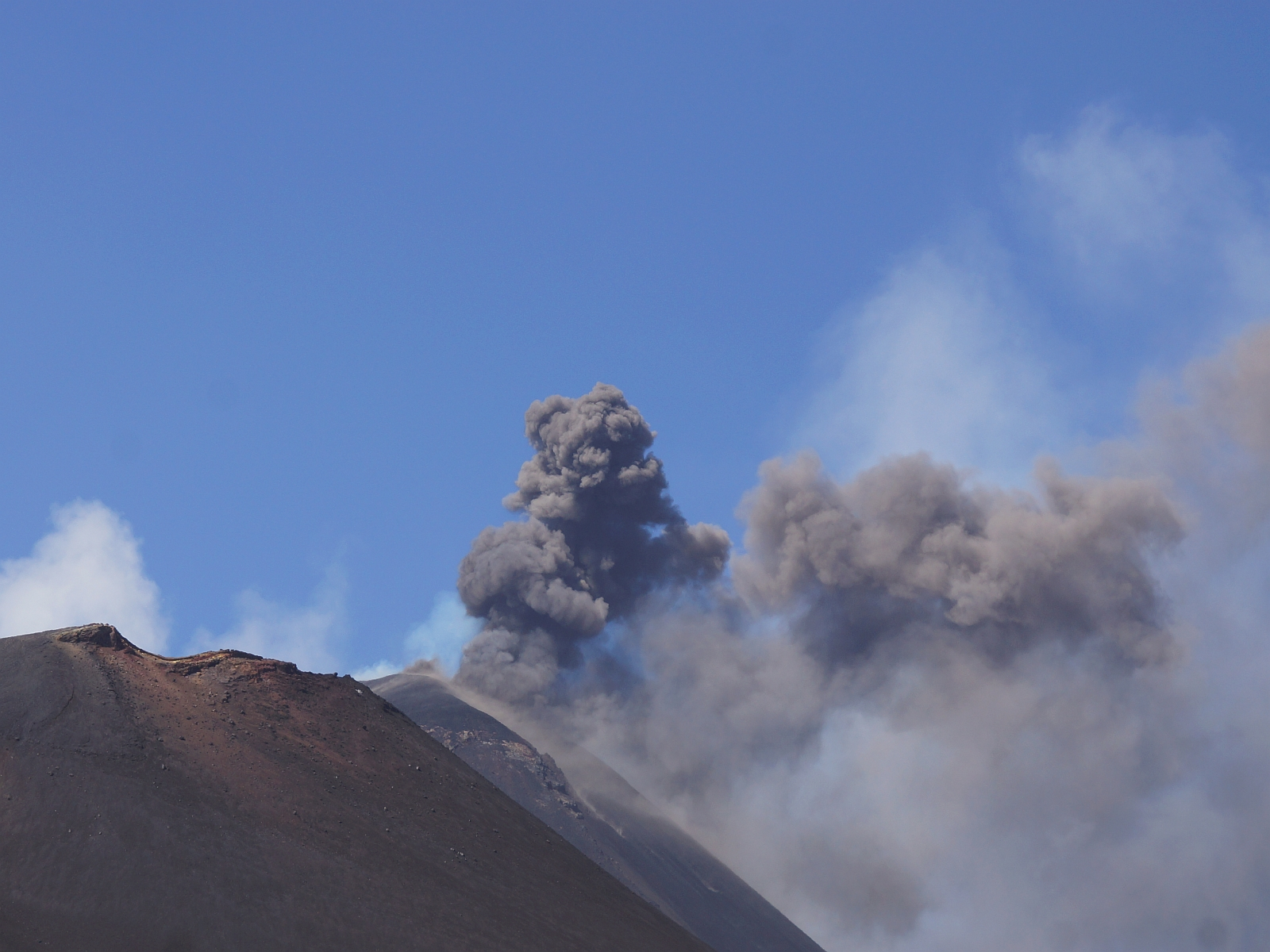
2014
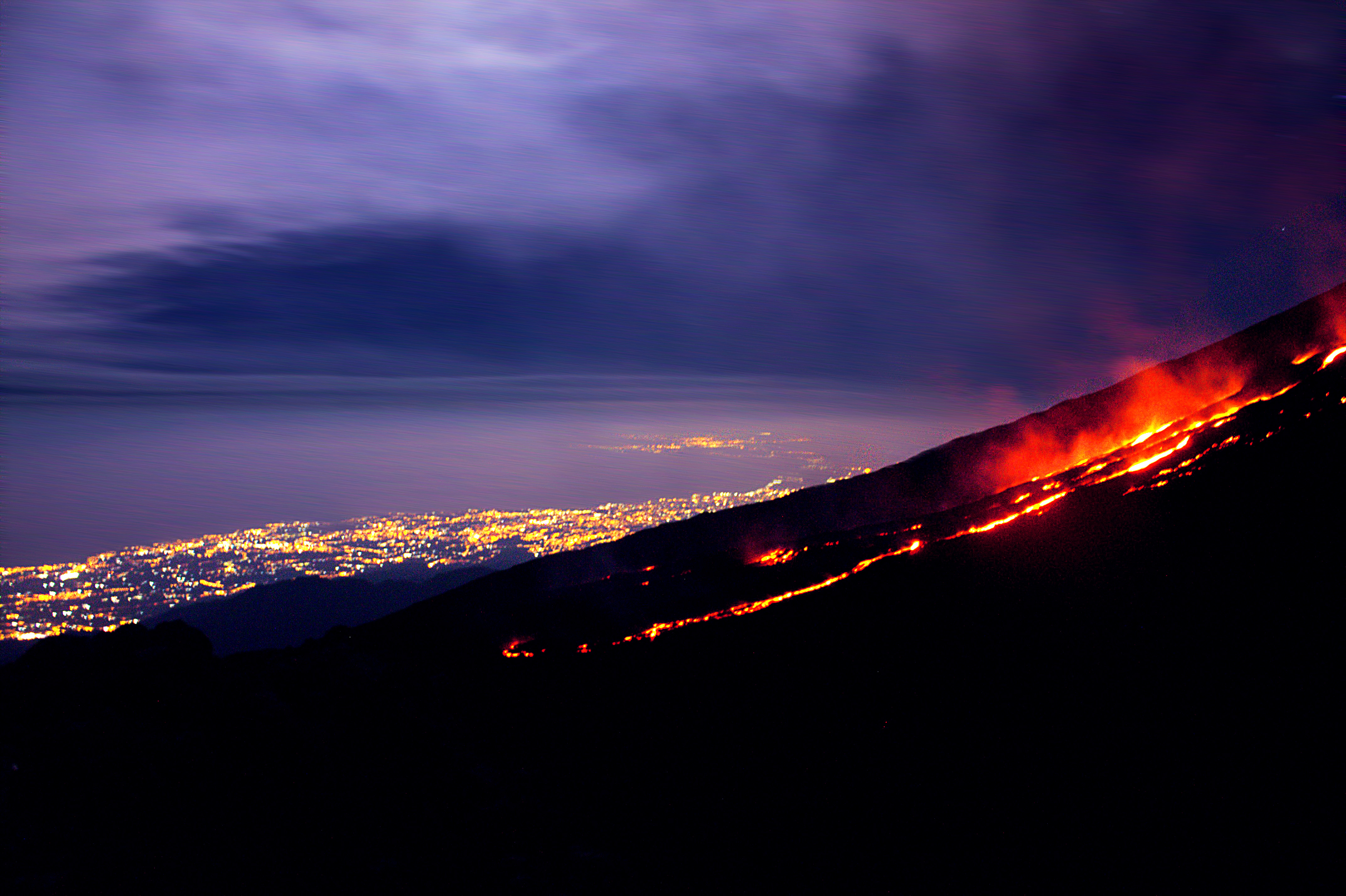
2014
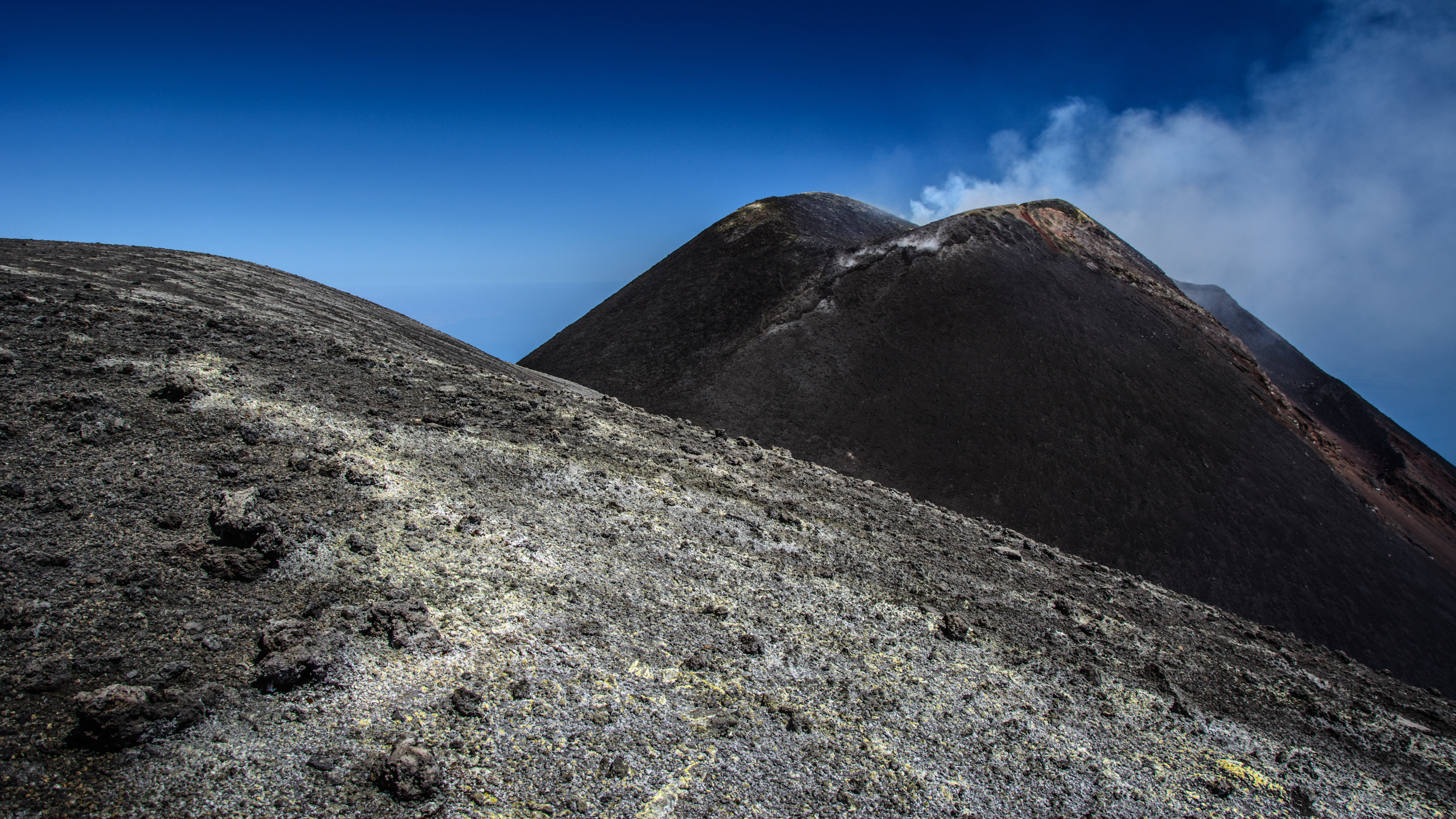
2015
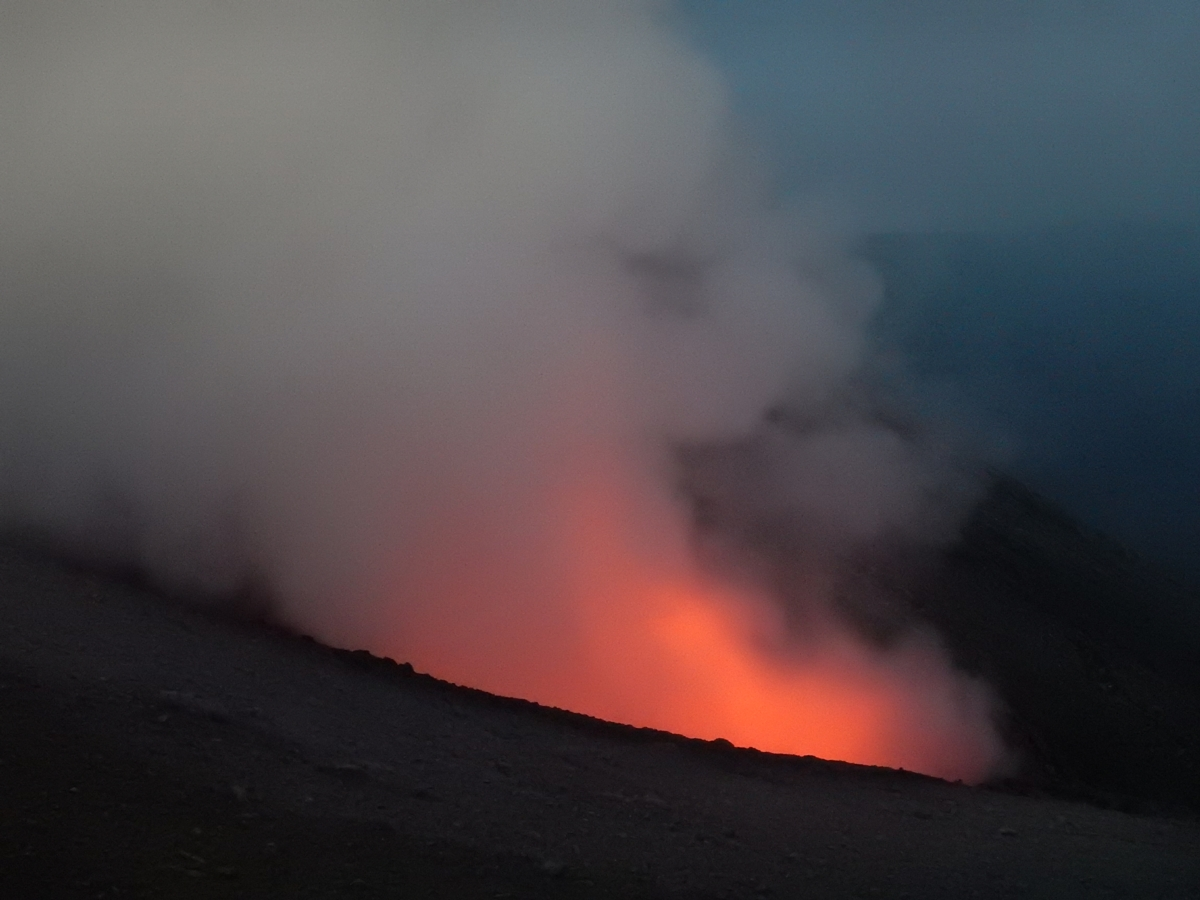
2017
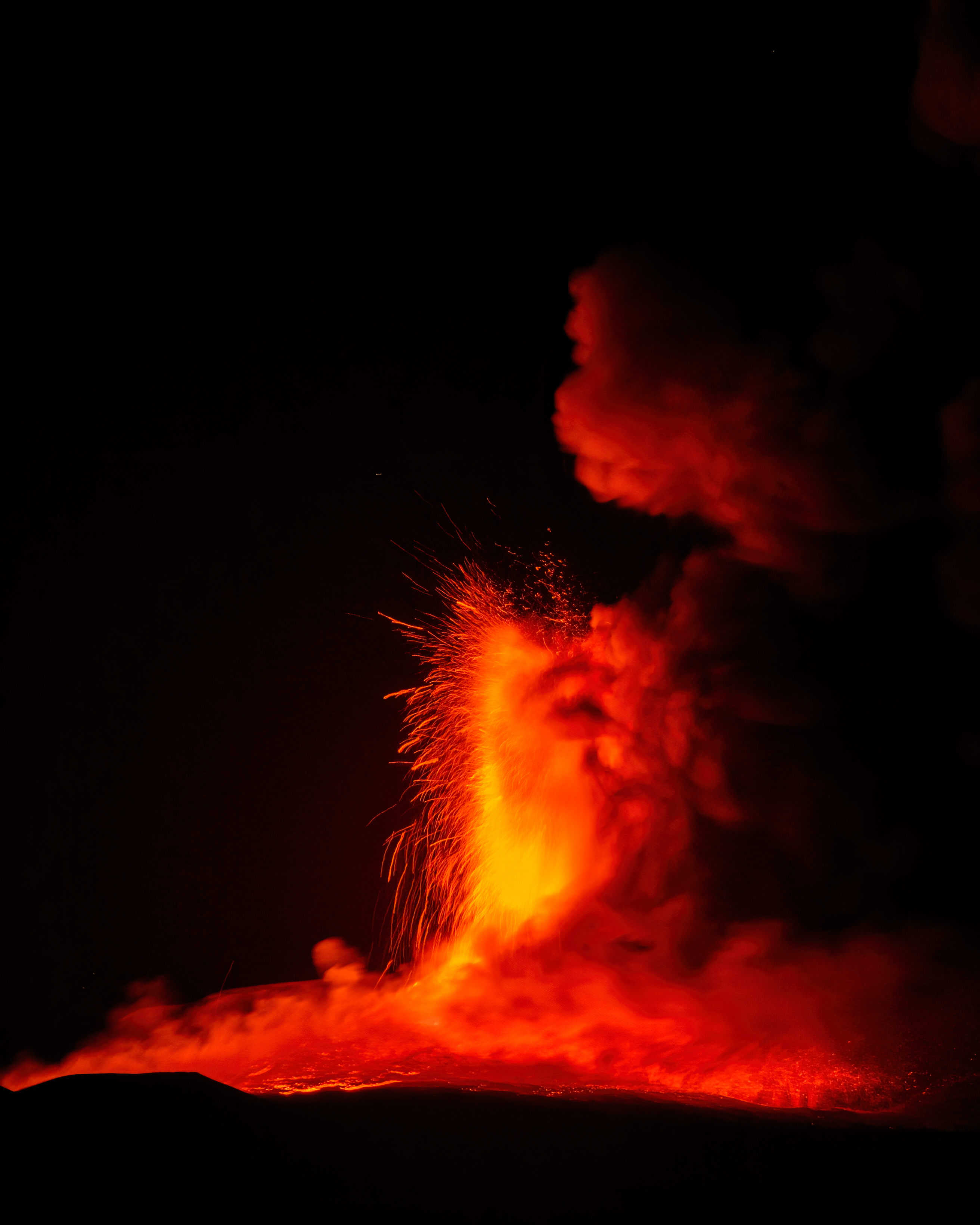
2021
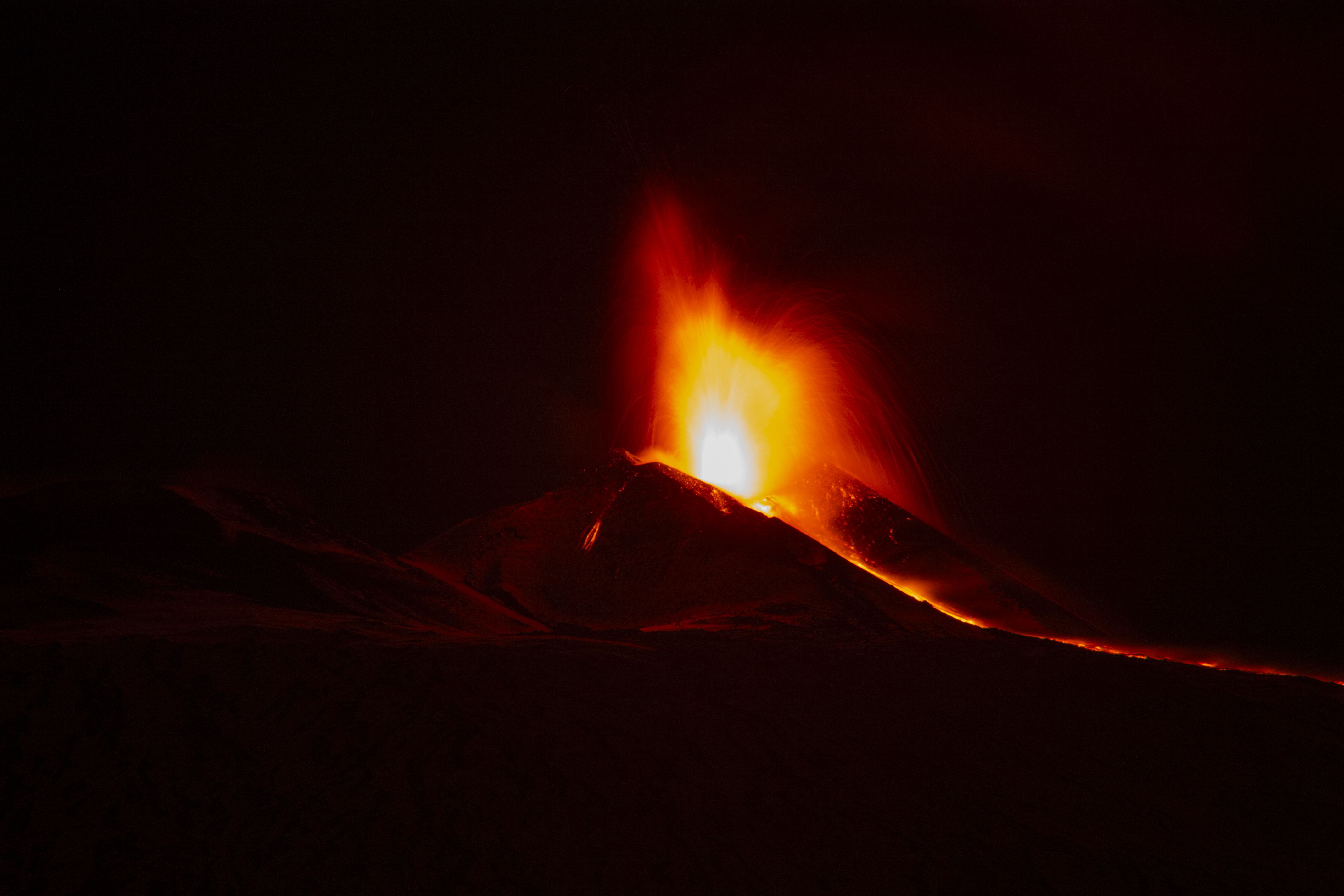
2023
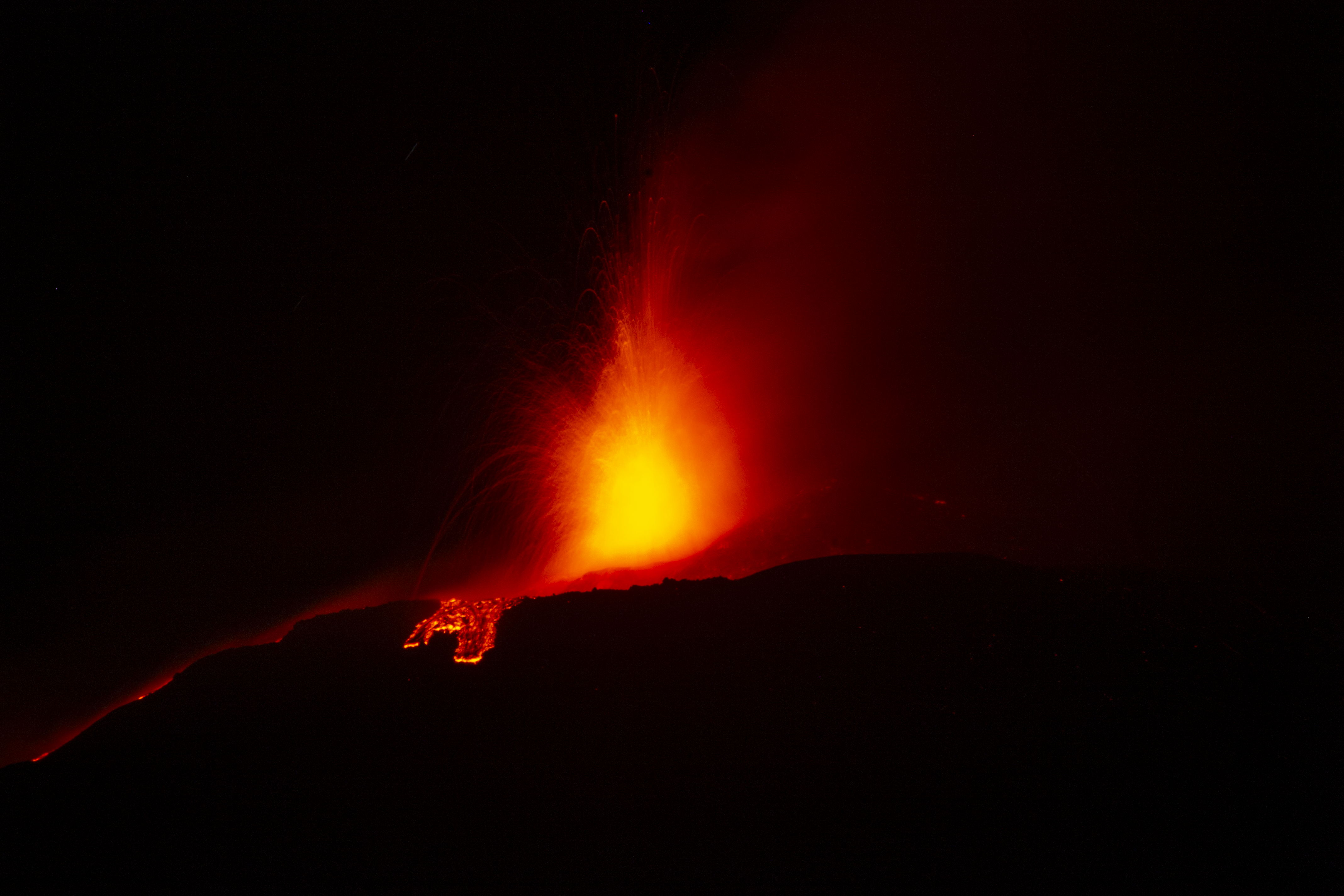
2024